# Parker i Stockholm

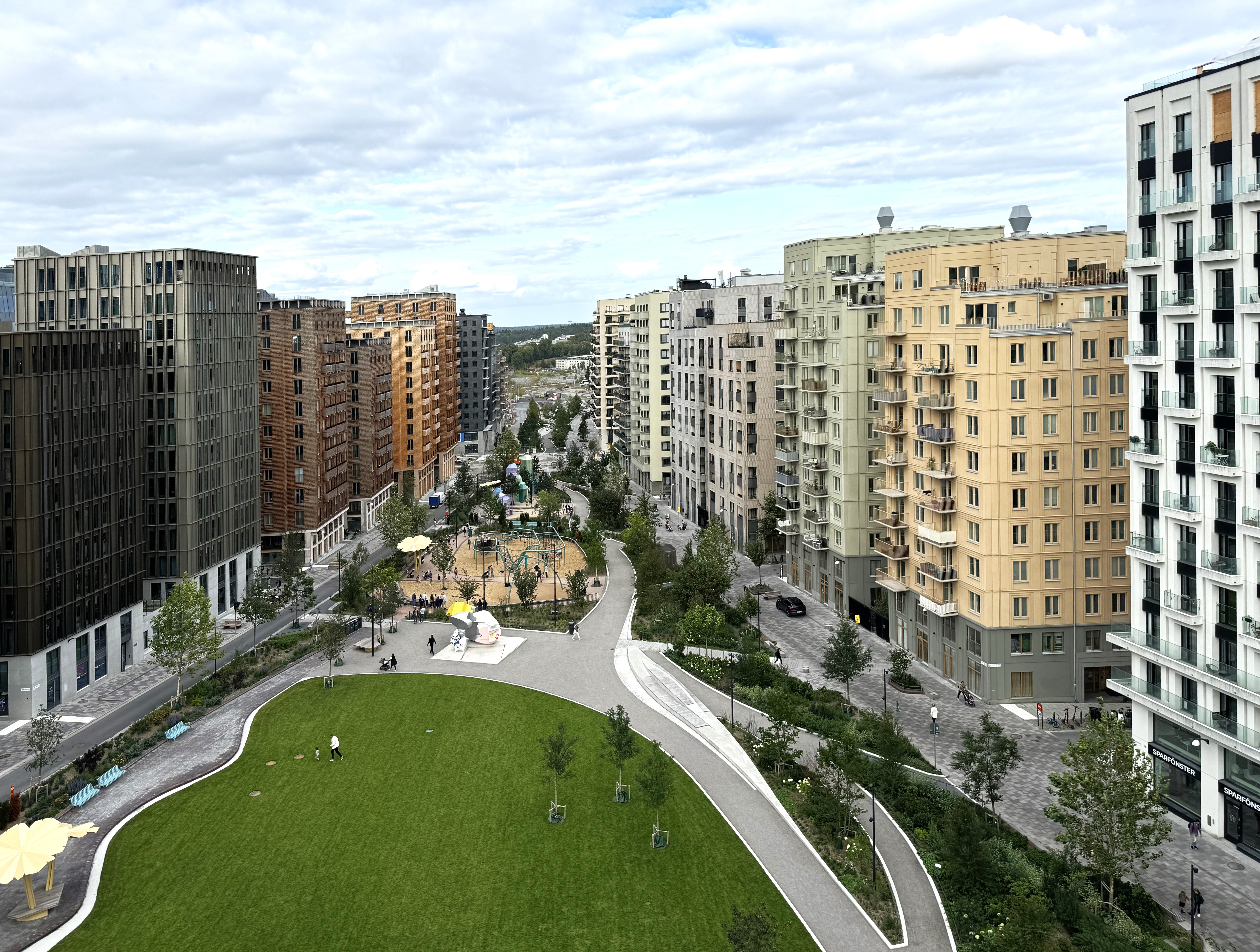
Norra stationsparken i Hagastaden, augusti 2024.

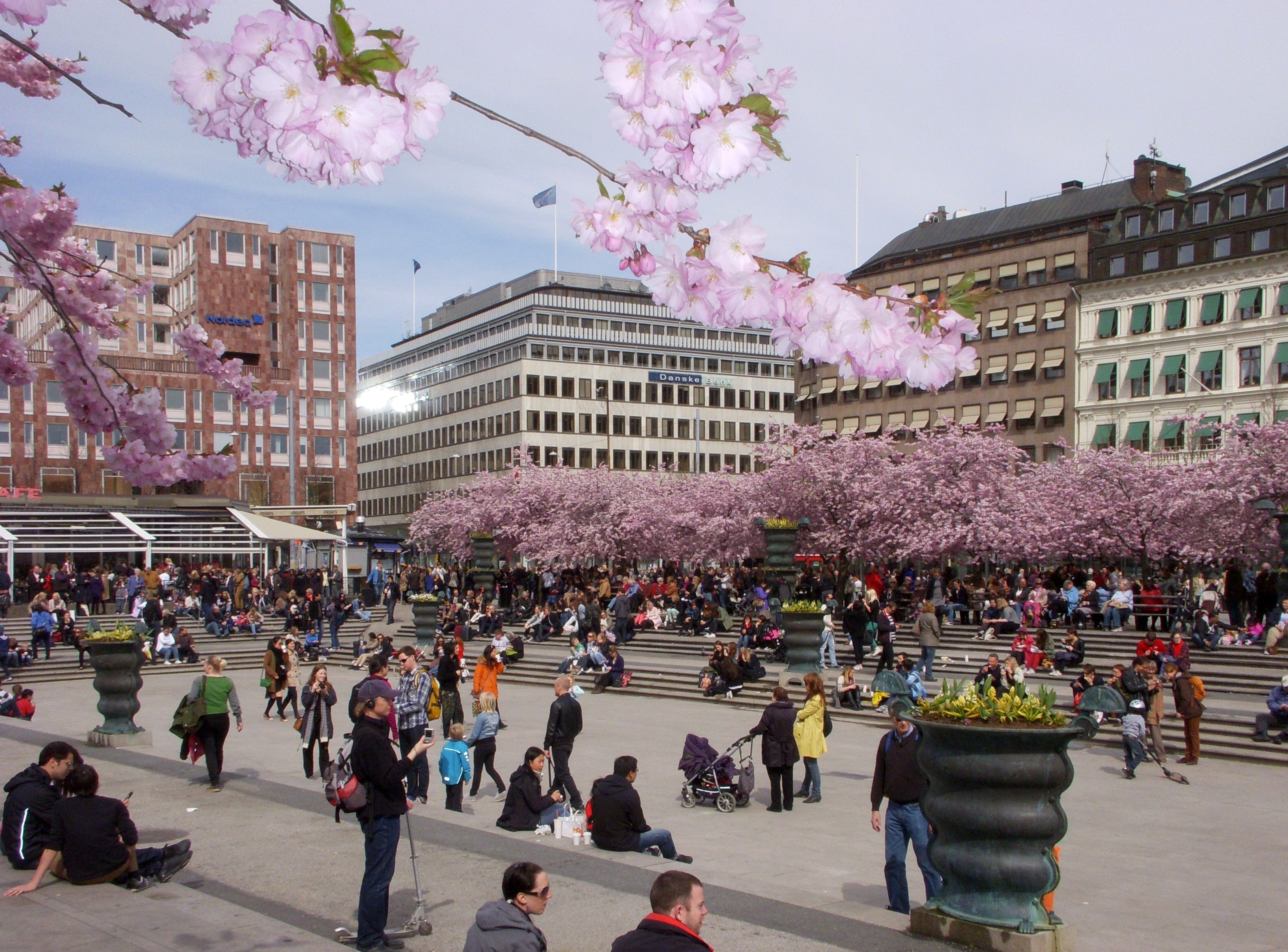
Kungsträdgården är en av Stockholms första offentliga parker. Körsbärsträden blommar, april 2012.

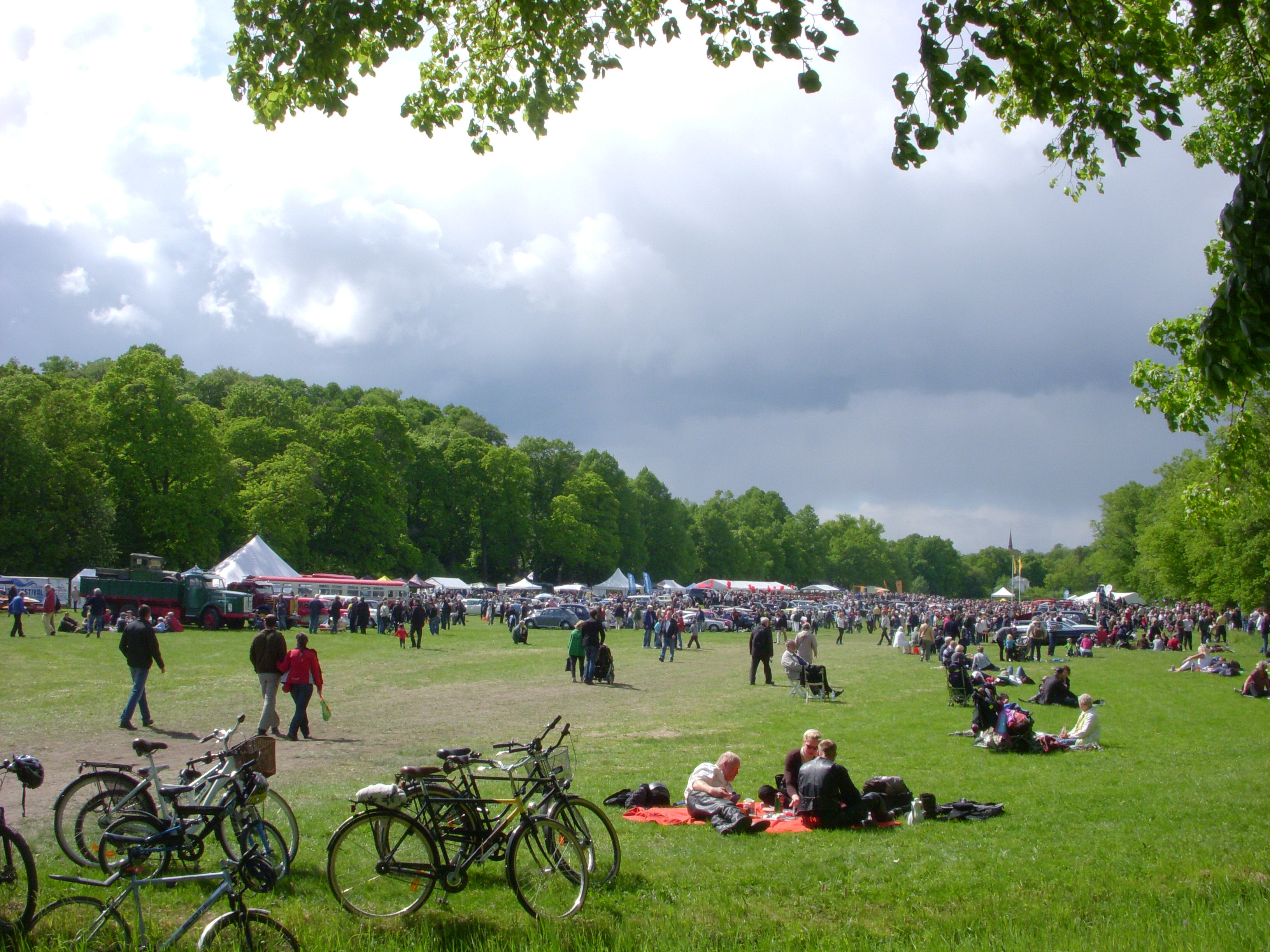
Frisens park var plats för Konstindustriutställningen 1909, numera nyttjas ängen för olika aktiviteter bl.a. i samband med Gärdesloppet.

Parker och grönområden utgör drygt 40 procent av Stockholms kommuns yta. Inom kommunen finns såväl stora strövområden och naturreservat som anlagda parker och strandpromenader.
Liksom i husbyggnadsarkitekturen och stadsplaneringen i Stockholm har även trädgårdsarkitekturen orienterat sig efter tidens konstriktningar. 1600-talets strama barockträdgård avlöstes på 1700-talet av den mjukare engelska landskapsparken och 1800-talets romantiska trädgårdsanläggningar. Under 1800-talets slut gjordes det till regel att - med några få undantag - låta alla stadens obebyggda bergshöjder reserveras för parkanläggningar och planteringar. På det viset fick Stockholm en lång rad parker som bjuder på en grandios utsikt.
På 1930-talet anlades parker i Stockholmsstilen, som präglades av funktionalismen och av sociala idéer och räknades i början av 1950-talet till världens mest progressiva parkpolitik som rönte internationell uppmärksamhet bland trädgårdsarkitekter och anläggare.
Under stadsträdgårdsmästaren Holger Blom upplevde Stockholms parker på 1930-, 1940- och 1950-talen en storhetstid. Parken skulle inbjuda till lek, spel och rekreation. Den skulle också vara lättillgänglig och funktionell. Stadens parker skulle kompensera dem som bodde i hyreshus för villaägarens trädgård. Under denna tid tillkom verksamheter som Parklek och Parkteatern.
Kungsträdgården, från början Gustav Vasas köksträdgård, blev på 1700-talet tillsammans med Humlegården Stockholms första parker som allmänheten fick besöka. Kungsträdgården är fortfarande en populär samlingsplats för stockholmare och turister.
Sedan 1 september 2009 har Stockholm åter en stadsträdgårdsmästare, en tjänst som inte funnits sedan Holger Bloms pensionering 1971. Det är Pia Krensler, utbildad landskapsarkitekt, som ska ansvara för stadsmiljöutformningen på stadens gator och torg samt i större parker.

## Historik

### Medeltida örtagårdar
Under medeltiden var dåtidens Stockholm, som främst bestod av Stadsholmen (dagens Gamla stan), trångt bebott och all tillgänglig markareal bebyggd. Några parker i dagens mening fanns inte men det fanns däremot örta- och kryddgårdar samt träd- och kålgårdar såväl innanför som utanför stadsmurarna. Under medeltiden låg en större örtagård söder om slottet Tre kronor, år 1461 kallas den "Slottets örtagård" (Slotzins yrtagardh) och det var slottets köksträdgård. Trädgårdsgatan och Trädgårdstvärgränd i Gamla stan påminner därom.
Även Gustav Vasa hade en trädgård på den övre delen av nuvarande Slottsbacken som bestod av tre små gårdar. En inventarieförteckning från 1468 berättar att där odlades mullbär, valnöt, spanska körsbär, aprikoser och vindruvor samt rosenbuskar och fruktträd. Som ett monument över Gustav Vasas trädgård anlades 1960 Bollhustäppan i den öppna gården söder om Finska kyrkan, platsen för den ursprungliga trädgården.

### Stormaktstidens barockträdgårdar och malmgårdar
Under stormaktstiden började kungahuset och adeln anlägga de första praktfulla parkerna efter utländska förebilder. Nu skulle trädgården inte bara vara till nytta utan även till glädje och förströelse. Det var den förfinade franska trädgårdskulturen som satte sin prägel på anläggningarna. Trädgårdarna innehöll träd med exotiska frukter, fontäner, skulpturer och stora blomkrukor av porslin. Nuvarande Kungsträdgården och Humlegården förvandlades från nyttoträdgårdar till lustgårdar. Gestaltningen av parker och trädgårdar följde tidens mode och samtida konst- och arkitekturströmningar, och formgavs av välrenommerade arkitekter. Kungsträdgården, Ulriksdals slottspark och Drottningholms slottsparks äldre del anlades som barockträdgårdar. Drottningholms slottspark skapades under överinseende av Hedvig Eleonora och under ledning av Nicodemus Tessin d.ä. och hans son. De eleganta kungliga parkerna fick inte beträdas av allmänheten.
Av Stockholms barockträdgårdar finns idag bara den vid Drottningholms slott kvar, numera en del av Unescos världsarv.
Under 1600-talets andra hälft började adeln och välbeställda borgare anlägga malmgårdar på Stockholms malmar. Framför allt var malmgårdar trädgårdar, där man odlade allt från exotiska växter (som på vintern förvarades i orangerier) till medicinal- och nyttoväxter. Trädgårdarna hade ofta ett lusthus som prydnad eller för utomhusfester på sommaren.
Barockträdgårdar och malmgårdar från stormaktstiden

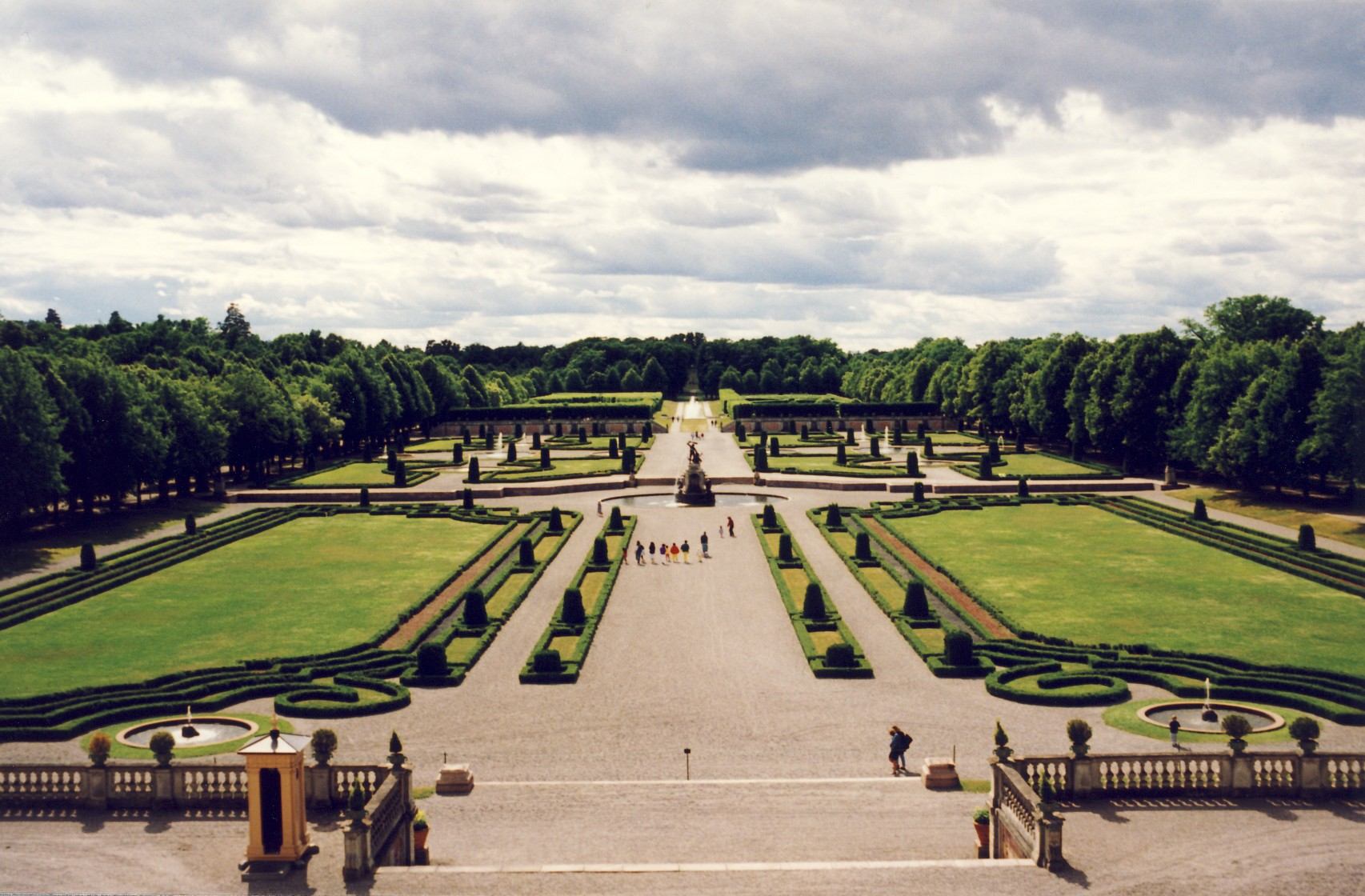
Drottningholms barockpark.
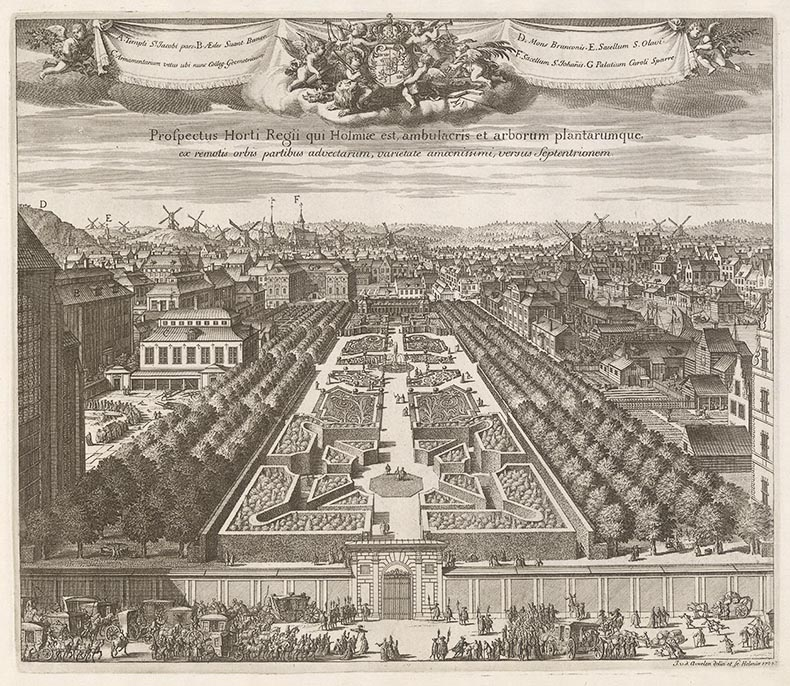
Kungsträdgårdens barockpark.
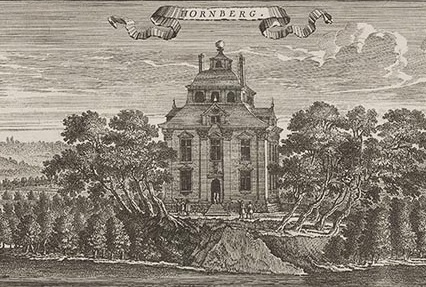
Stora Hornsberg, 1680-tal.
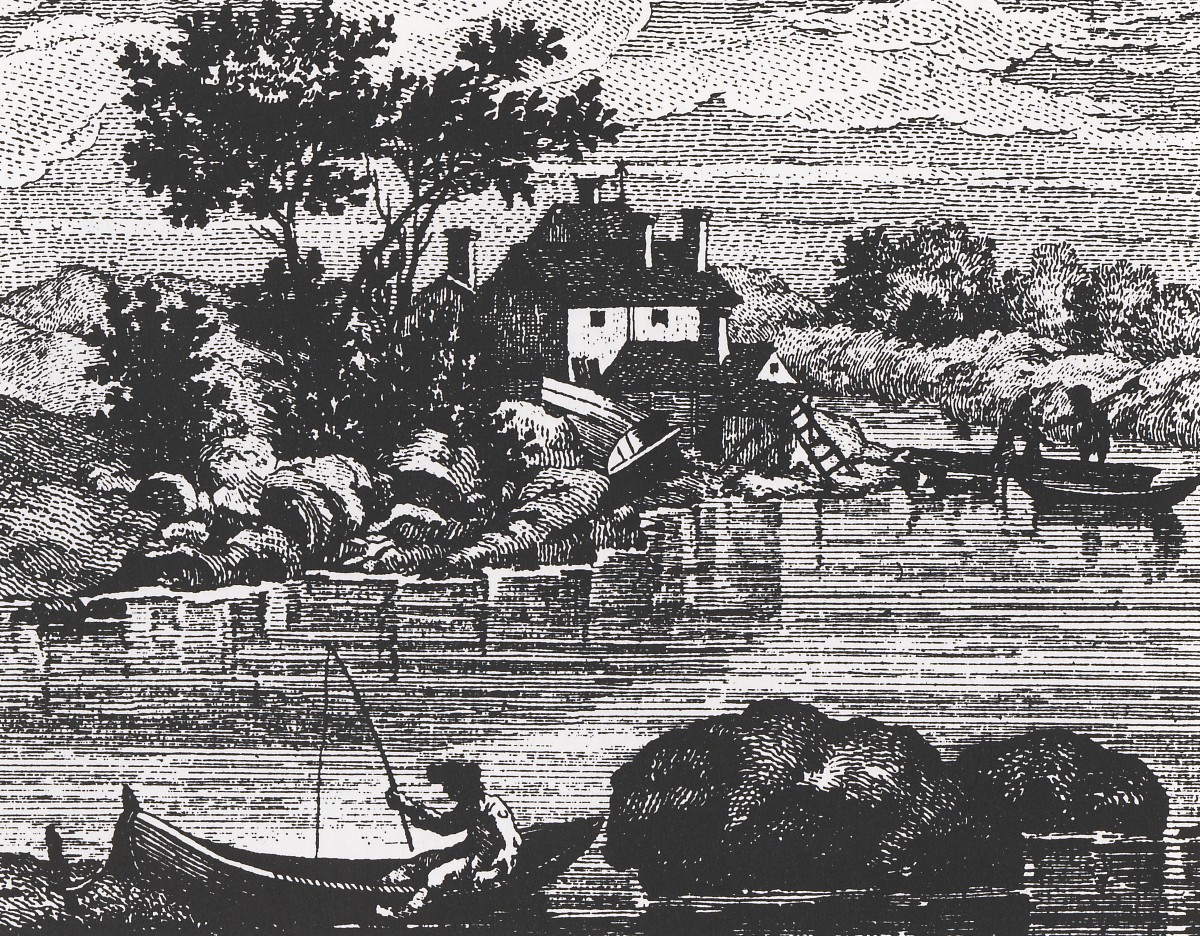
Smedsuddens malmgård 1750.

### Gustav III:s parker

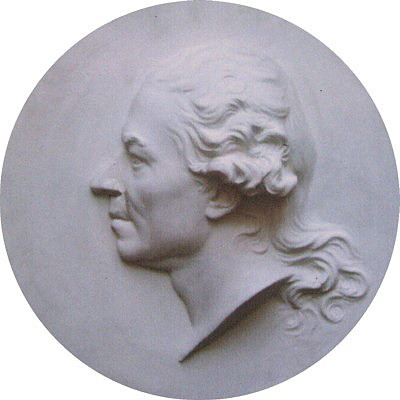
F.M. Piper

Gustav III:s trädgårdsarkitekt Fredrik Magnus Piper skapade den stora parkanläggningen, Hagaparken, vid västra sidan av Brunnsviken. I mitten av 1700-talet kom trädgårdsimpulser från England. Det var Piper som introducerade den engelska parken i Sverige. Han hade studerat den engelska parken på plats och arbetade en tid hos den skotske arkitekten Sir William Chambers (skaparen av Kew Gardens in London). Barockens stränga symmetri och tuktade planteringar ersattes av slingrande stigar, dungar, trädridåer, alléer och öppna gröna områden.
Piper utsågs av Gustav III till parkarkitekt och intendent för de kungliga lustparkerna. 1781 presenterade han sin generalplan för en engelsk park vid Haga, (Hagaparken) och 1786  Tivoliparken (även kallad Pipers park) på Brunnsvikens Tivolihalvö. Han planerade även den engelska parken vid Drottningholms slott mellan 1781 och 1810 samt Bellevueparken. År 1935 blev Hagaparken statligt byggnadsminne och sedan 1994 ingår den i världens första nationalstadspark, Nationalstadsparken Stockholm-Solna. Hagaparken förvaltas idag av Statens fastighetsverk och Kungliga Djurgårdens Förvaltning.
Under 1700-talet och Gustav III:s regeringstid började Kungsträdgården och Humlegården öppnas för "den bättre ställda allmänheten" och därmed introducerades den offentliga parken i Stockholm. Djurgården blev ett populärt utflyktsmål för "det enklare folket".
1700-talets engelska parker

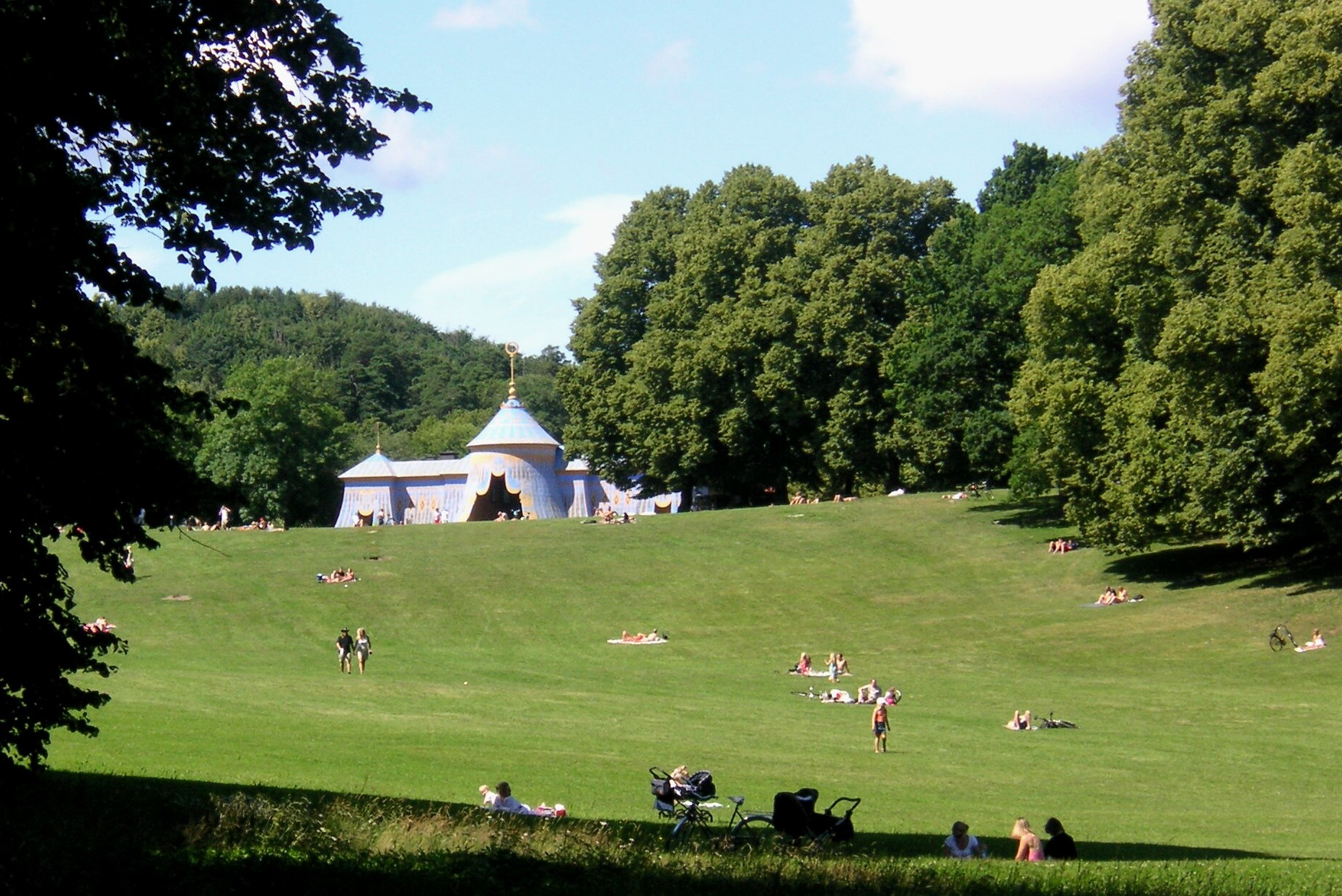
Hagaparken med koppartälten.
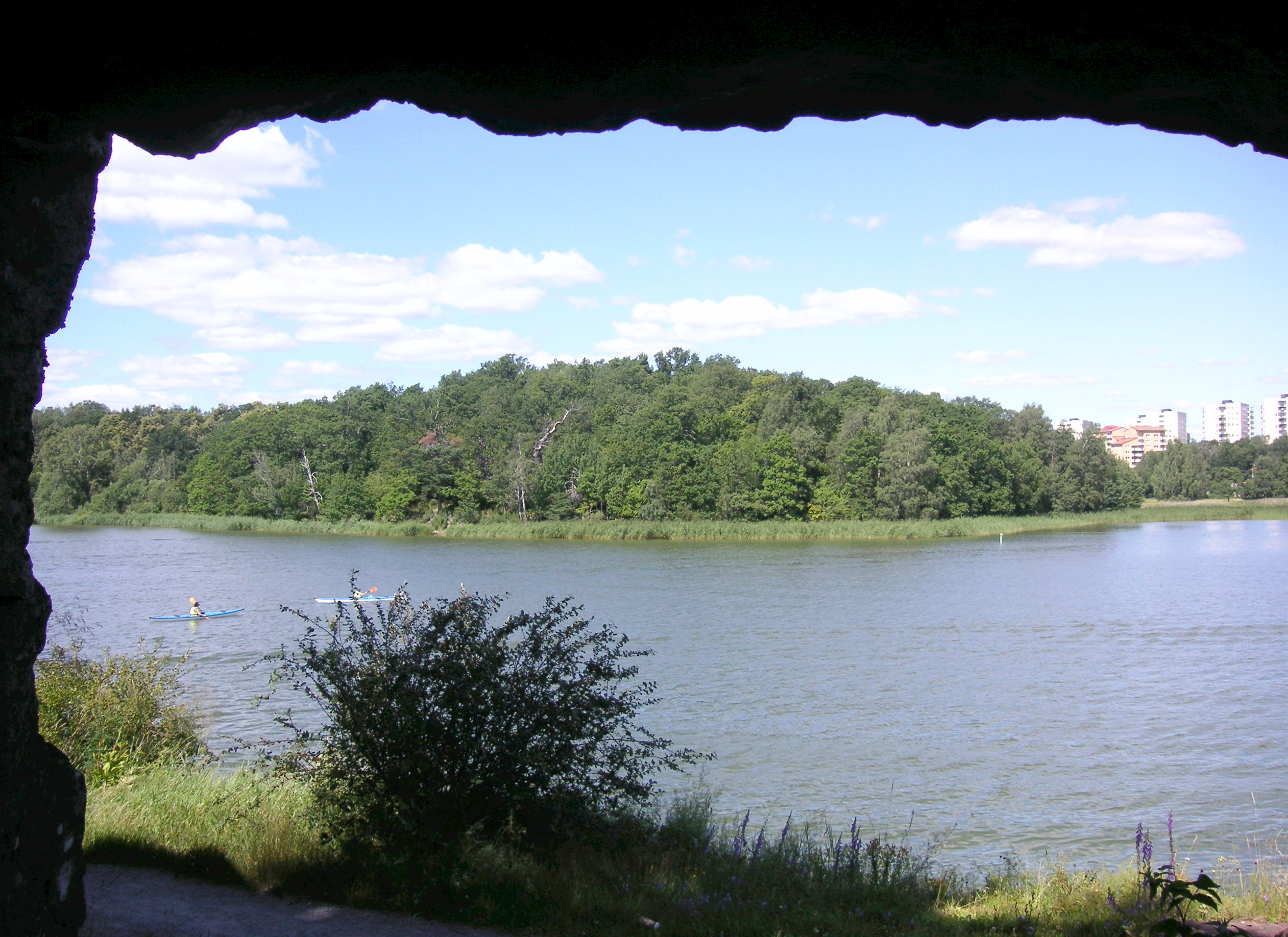
Tivoliudden.
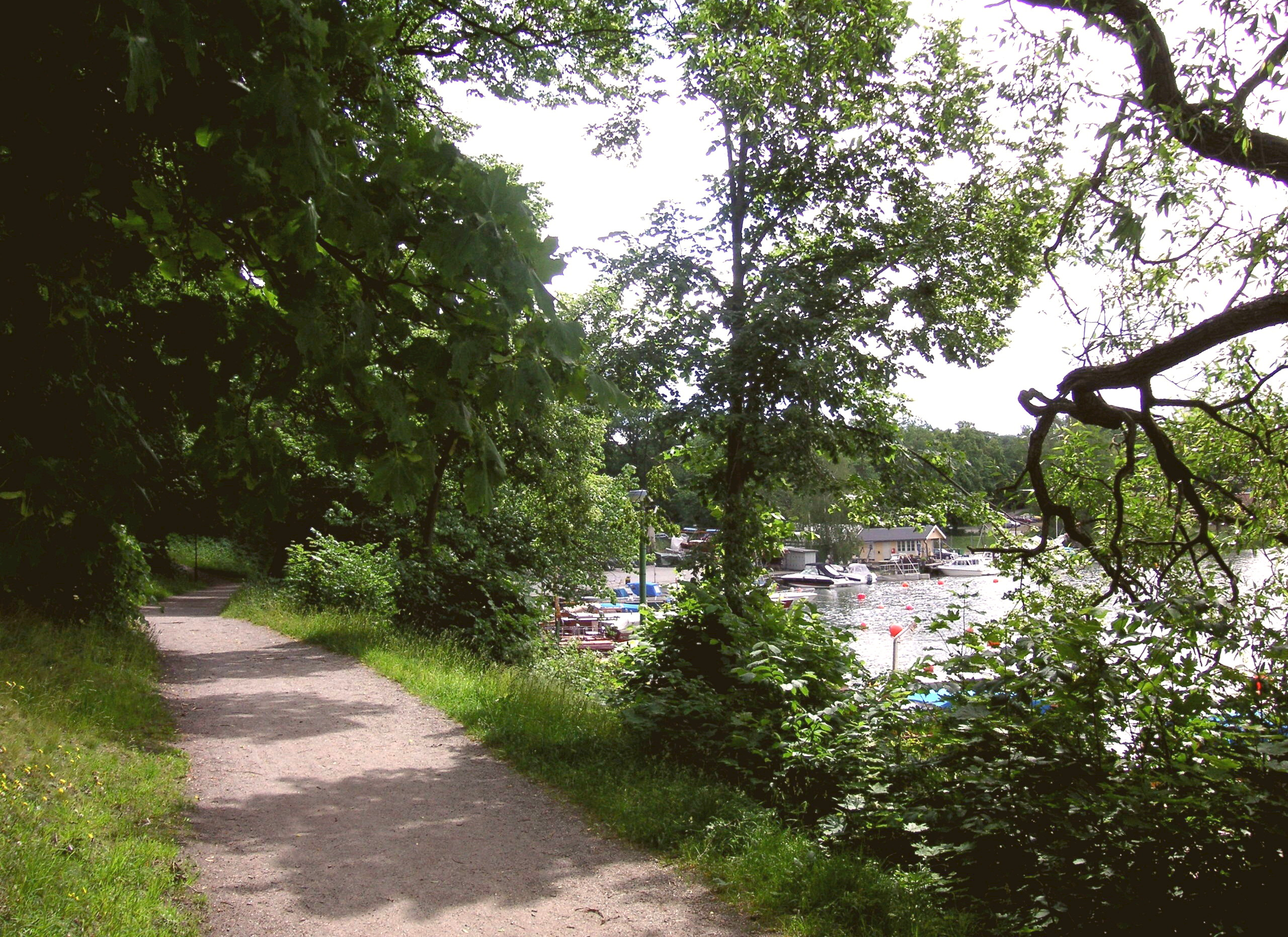
Bellevueparken vid Brunnsviken.
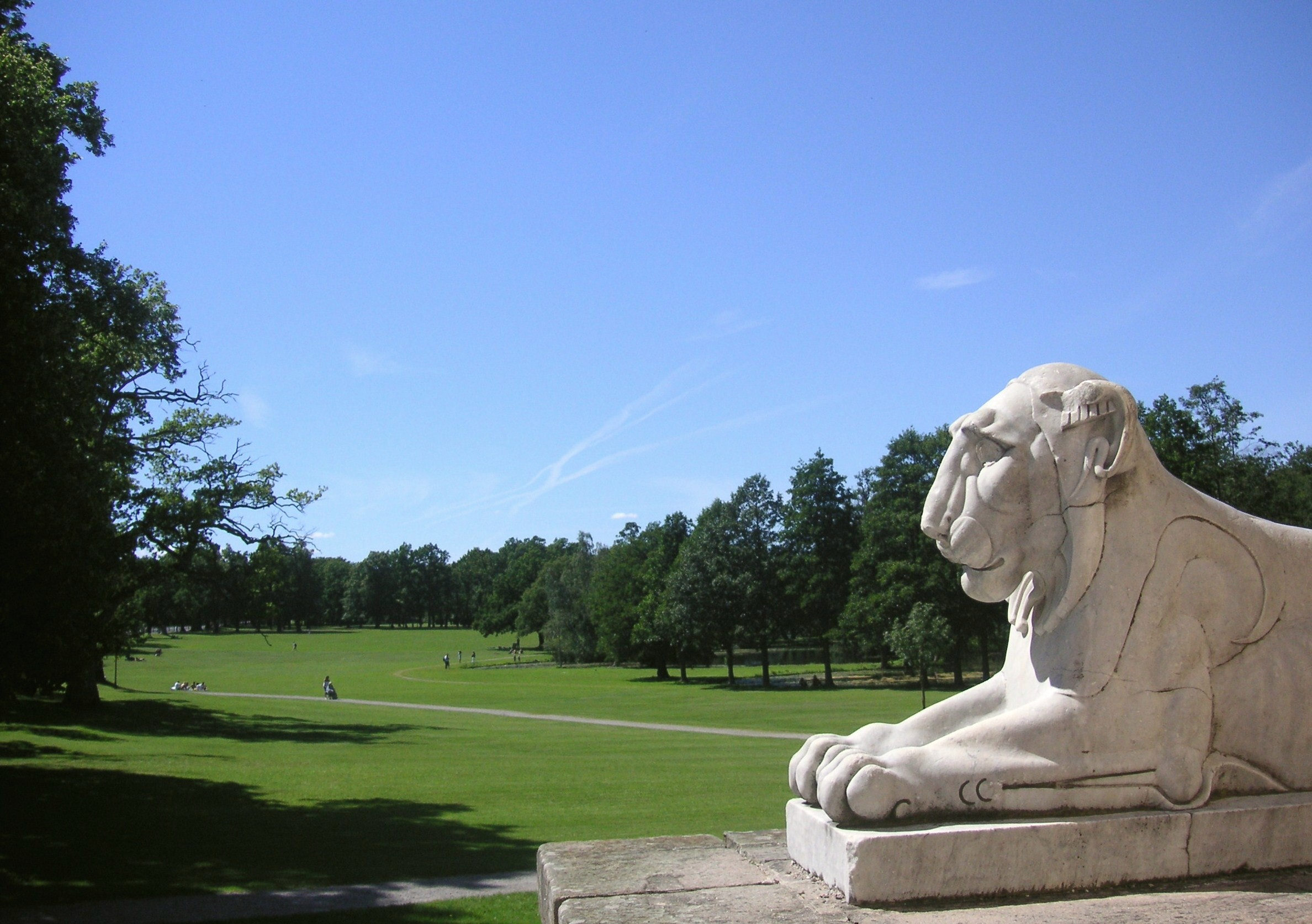
Drottningholms slottspark.

### 1800-talets luft, ljus och romantiken
Från 1800-talets mitt började svenska städer avsätta mark för allmänna parker. Vid 1860-talet fanns bara några få allmänna parker i Stockholm. Förutom Kungsträdgården, Humlegården, Hagaparken, Bellevueparken och Kungliga Djurgården kunde stockholmarna promenera i fyra små kommunala planteringar: Strömparterren, Berzelii park, Mosebacke torg och Adolf Fredriks torg (numera Mariatorget). Det fanns även privata parker som Svenska trädgårdsföreningens avgiftsbelagda parkanläggning vid Drottninggatan som öppnat 1840.
Äldre parkritningar, urval

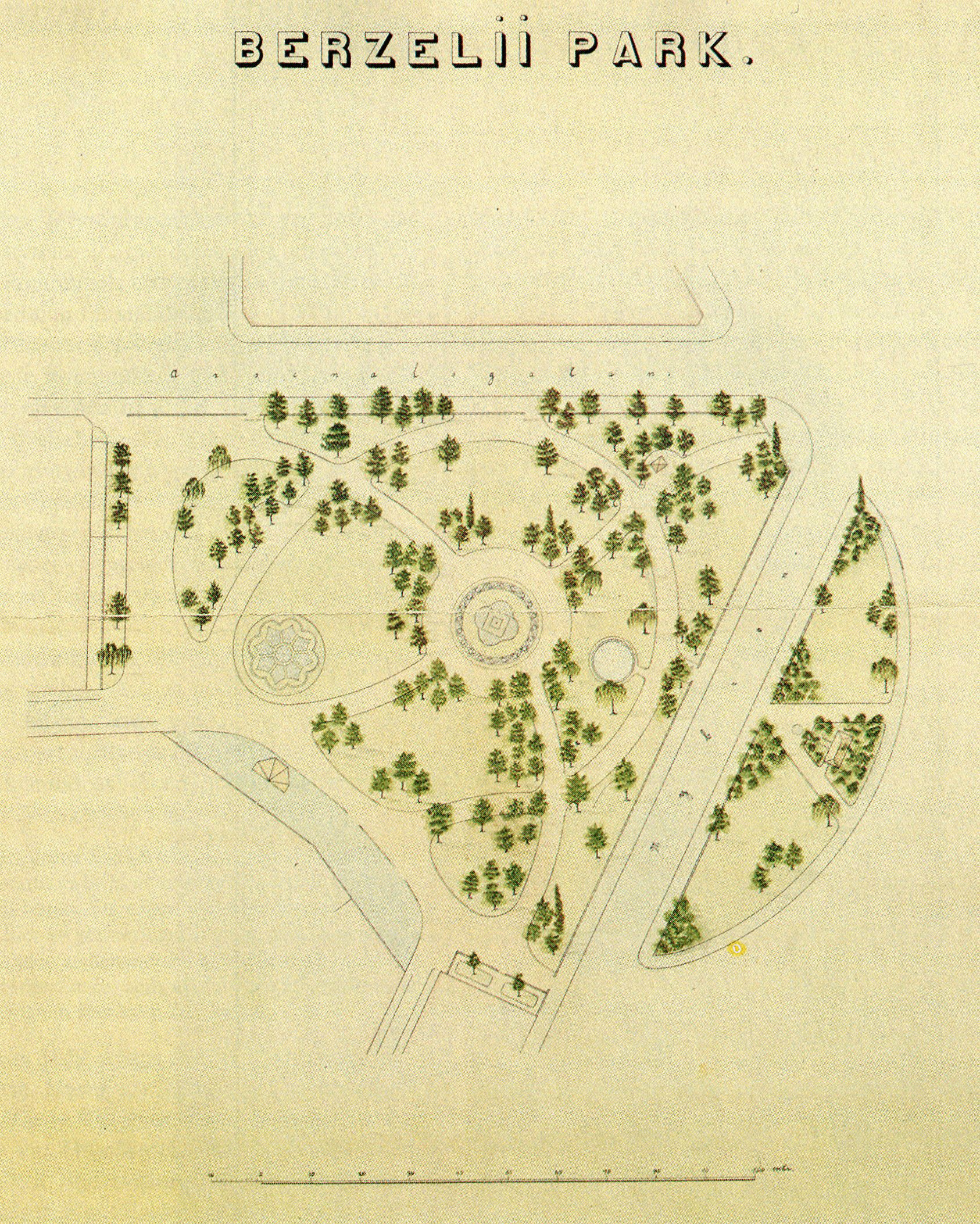
Berzelii park, 1850-tal.
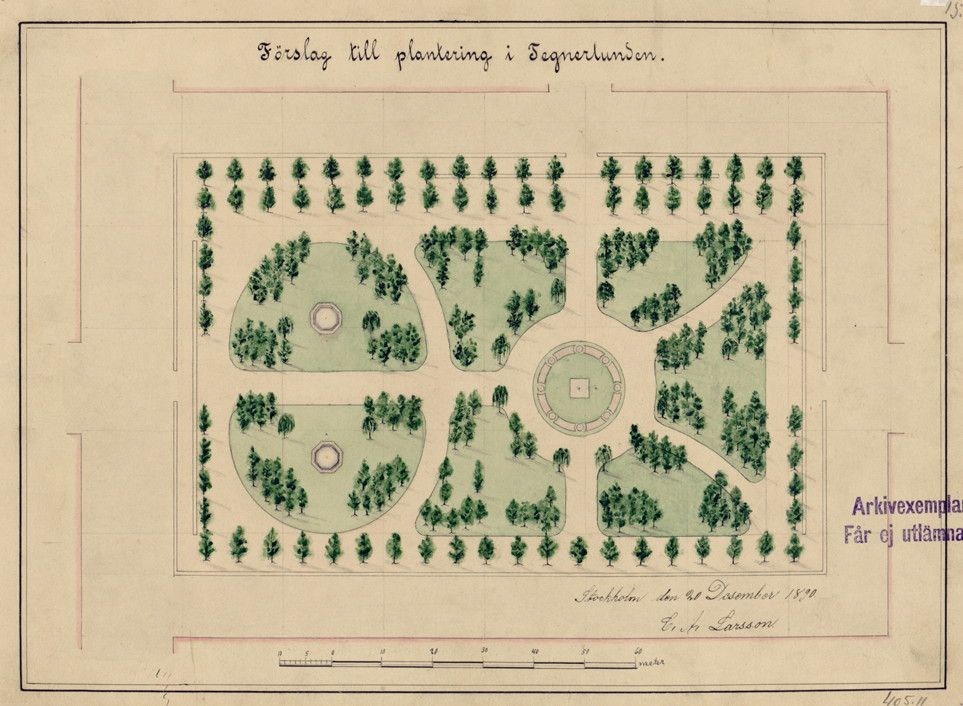
Tegnérlunden, 1890.
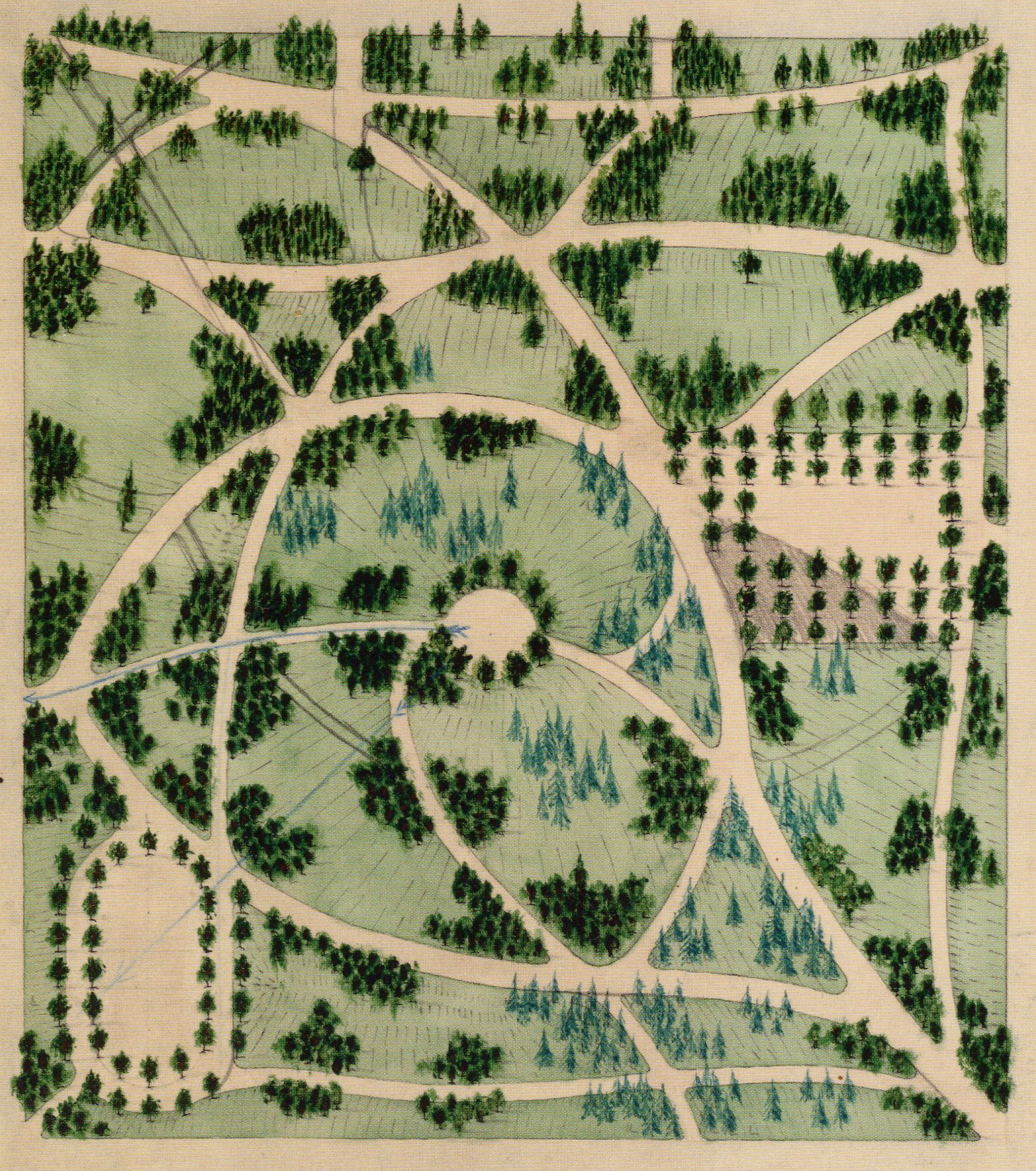
Kronobergsparken, 1894.
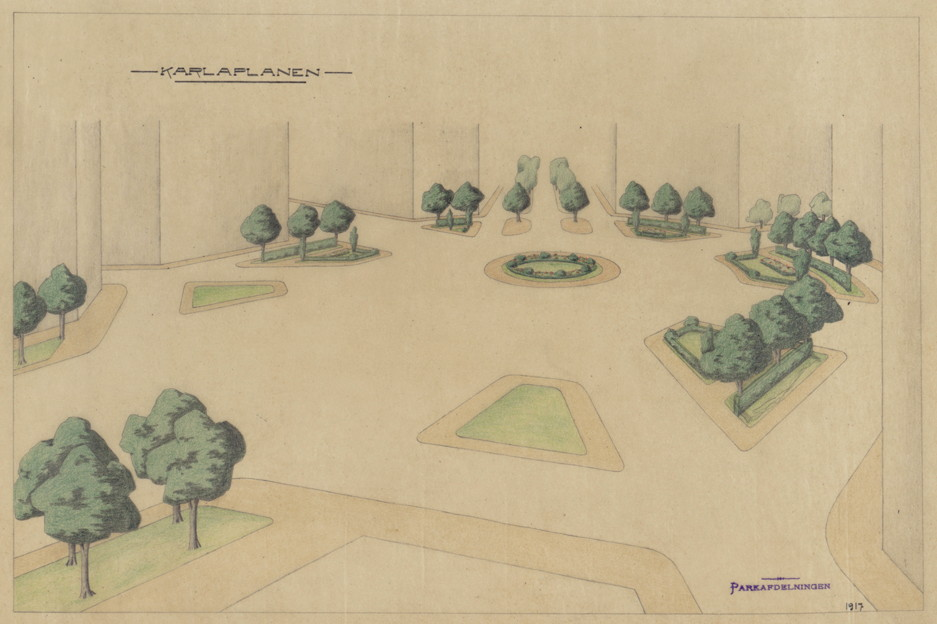
Karlaplan, 1917.

I samband med den industriella revolutionen, då folkmängden och stenhusbebyggelsen växte i snabb takt i Stockholm, restes krav på att promenadplatser och parker skulle iordningställas. Stadsplaneprinciperna luft, ljus och breda, trädplanterade alléer skulle tillämpas. Återigen kom de nya stadsplane- och arkitekturidealen från utlandet. Idéerna till utbyggnaden av stenstaden hämtades främst från de stora kejsarstäderna på kontinenten, S:t Petersburg, Wien, Paris och Berlin, där Ringstraße i Wien och Georges-Eugène Haussmanns boulevarder i Paris blev förebilder.

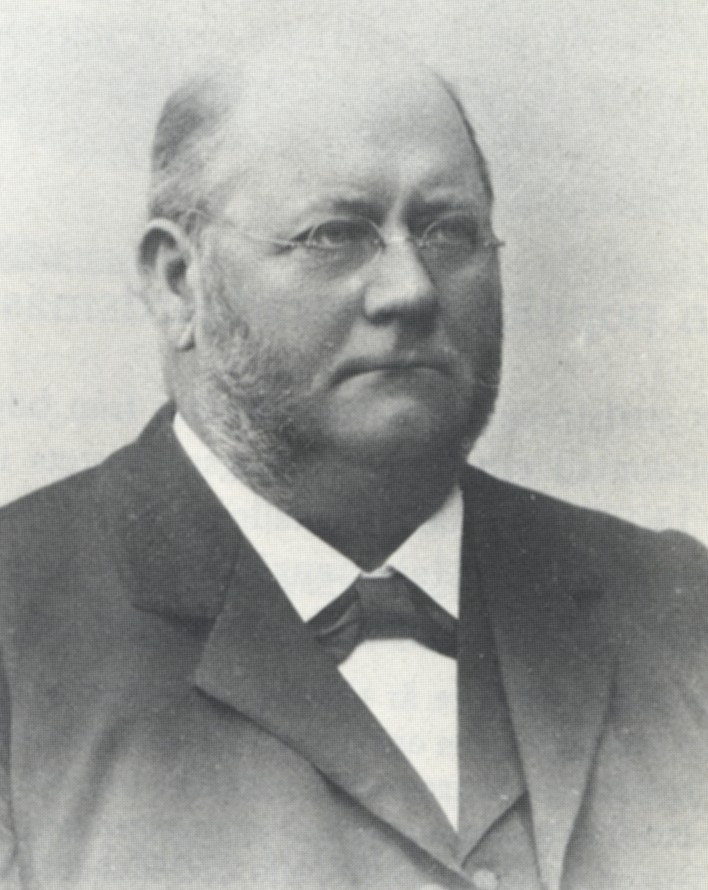
Medin

Stadsplanerna för dessa städer byggde på en klassicistisk tradition med rätvinkliga kvarter inordnade i ett storskaligt system av gatuaxlar och stjärnplatser samt trädkantade alléer och offentliga parkanläggningar. I tidningar skrevs om nyttan med dessa grönområden: "…de planterade träden och blommorna samt de väl skötta gräsmattorna utövar gott inflytande på invånarnas välbefinnande".
För Stockholms del skulle Albert Lindhagen omsätta de nya idéerna genom Lindhagenplanen och den 24 mars 1869 antogs Alfred Medin som stadens första stadsträdgårdsmästare. Han innehade ämbetet till 1906. Vid upprättandet av Lindhagens stadsplan år 1876, gjordes det till regel att (med några få undantag) låta alla stadens obebyggda bergshöjder reserveras för parkanläggningar och planeringar. Exempel på sådana bergstrakter som började iordningställas under 1880-talen är Kronobergsparken på Kungsholmen, Vanadislunden och Tegnérlunden på Norrmalm samt Tantolunden och Vita bergen på Södermalm. Gestaltningen av dessa parker var i enlighet med den tyska tolkningen av den engelska landskapsparken. Till det kom inhemska nationalromantiska inslag och en uppfattning om parken som promenadplats under grönskande träd. I Medins uppdrag ingick även trädplanteringar för stadens nya alléer och boulevarder, bland dem Strandvägen, Valhallavägen, Narvavägen och Karlavägen.
Alfred Medins stockholmsparker och -alléer

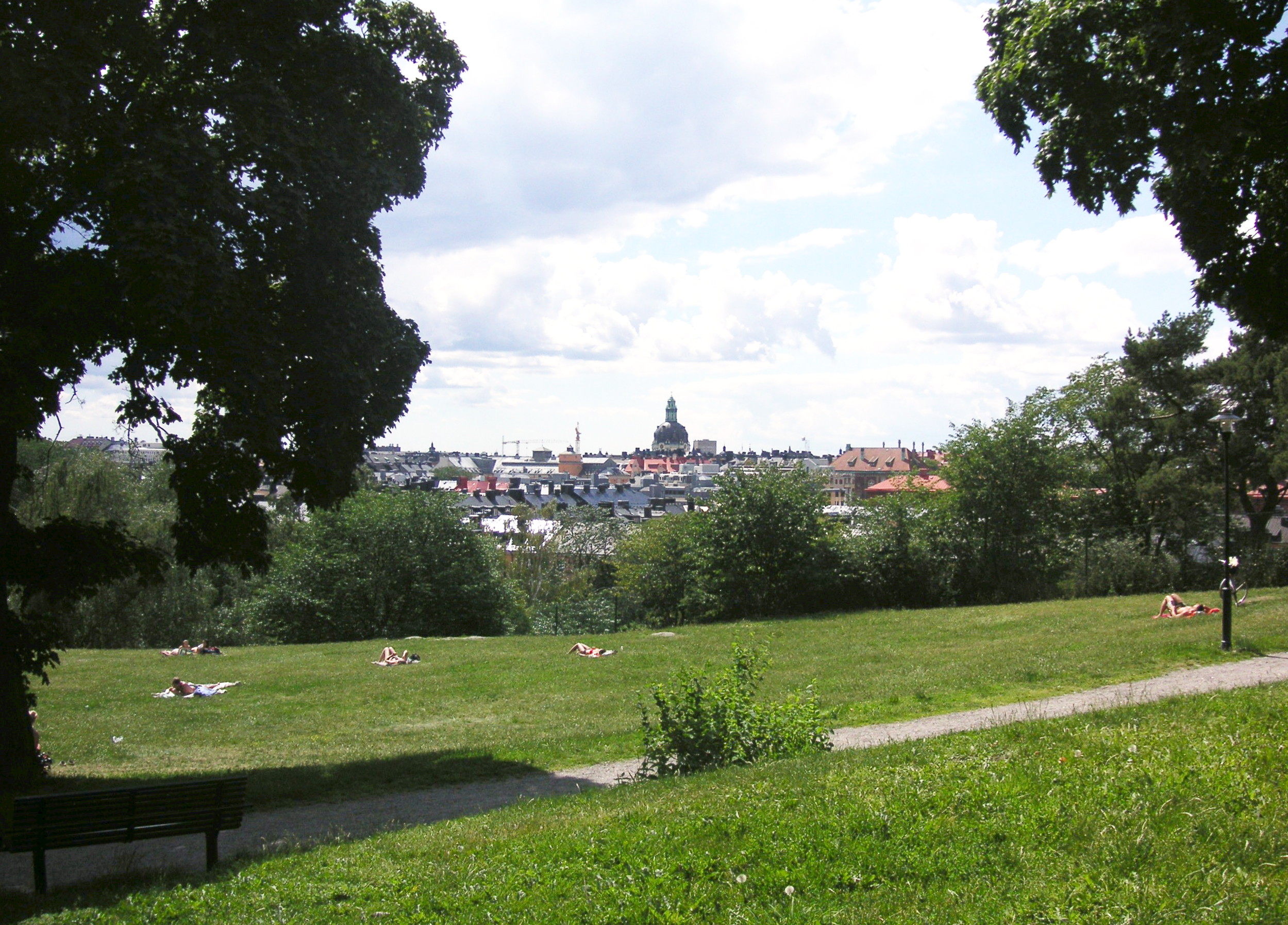
Vanadislunden
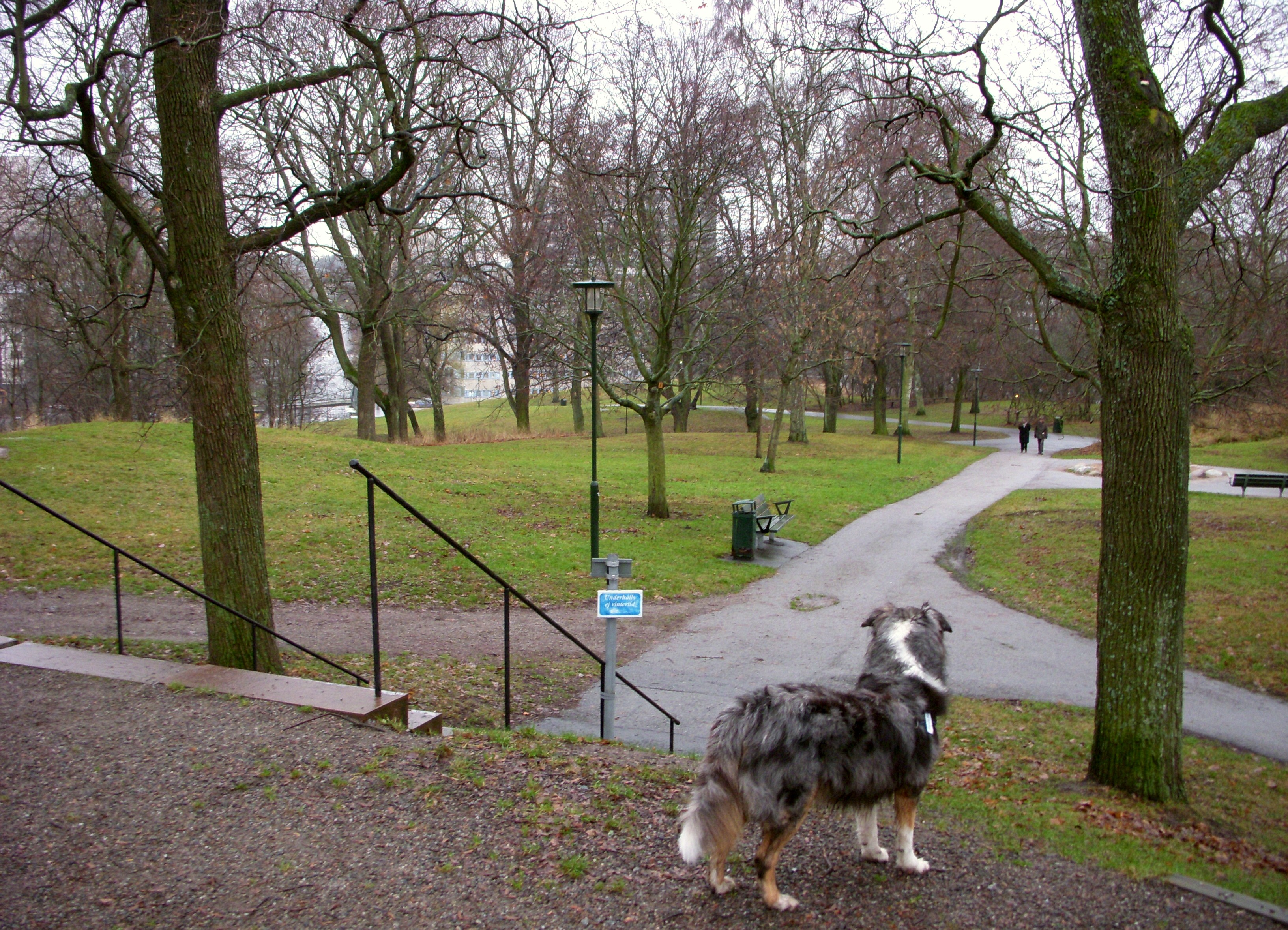
Tantolunden
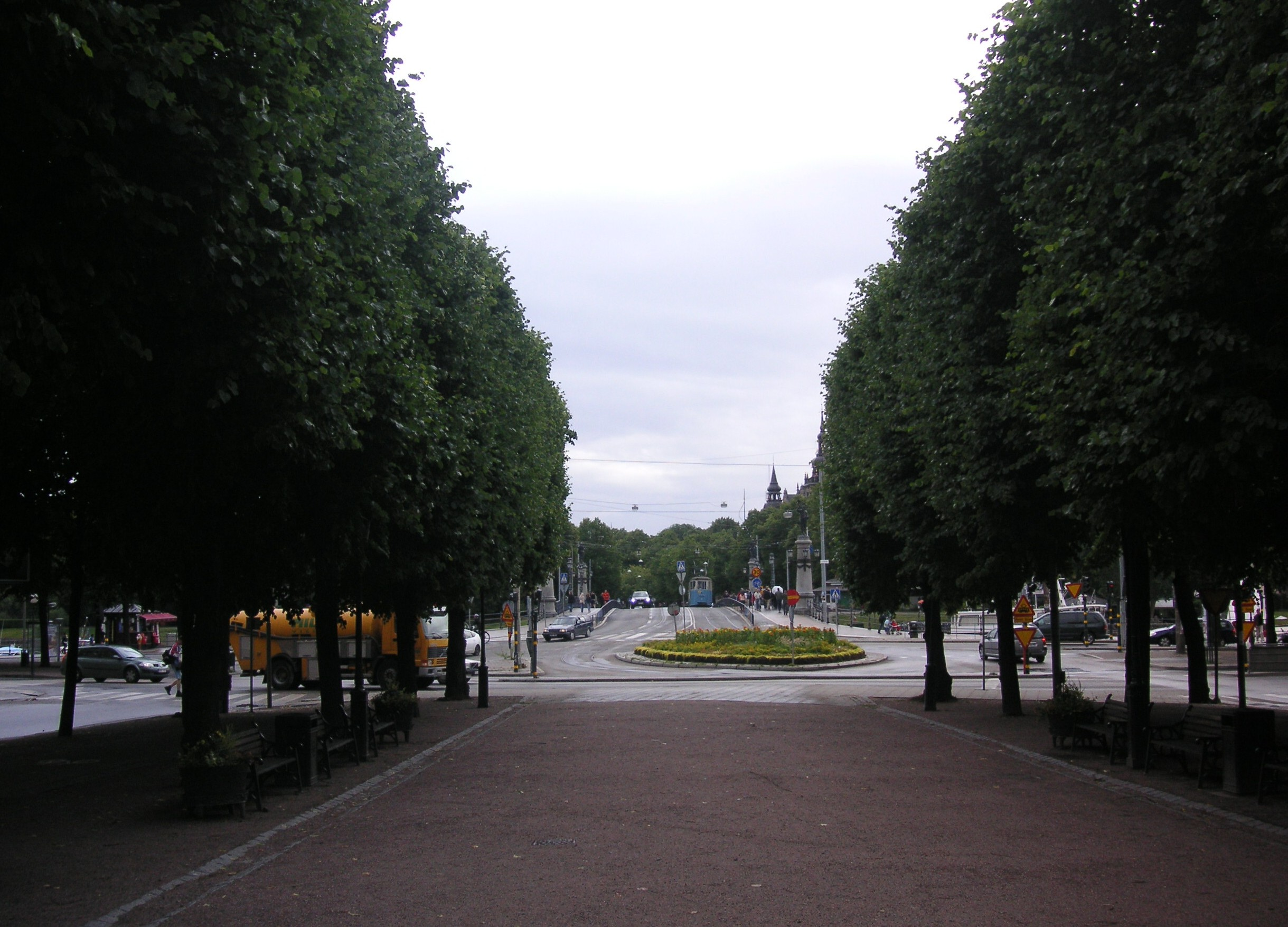
Narvavägen
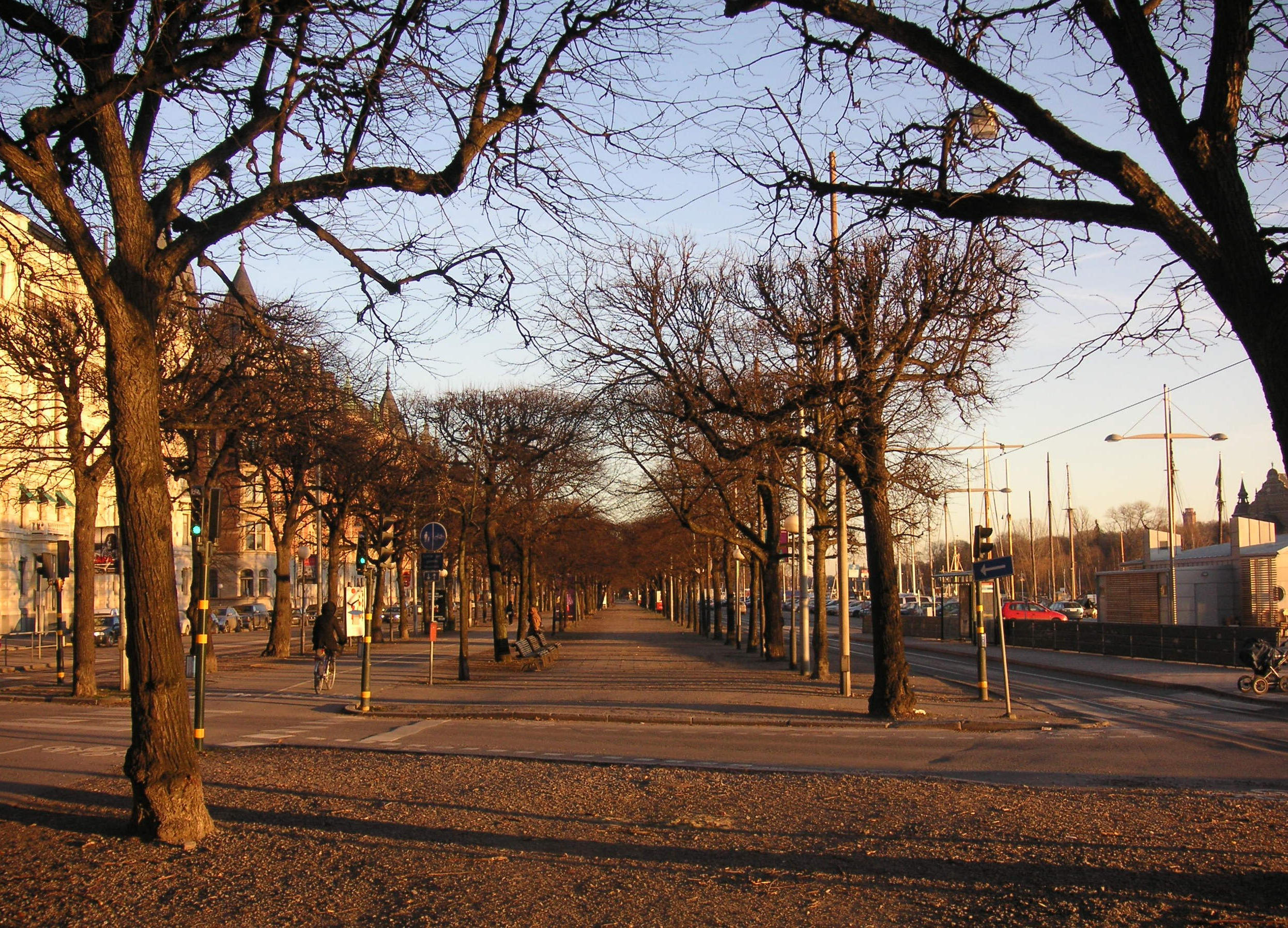
Strandvägen

Meditationslunden på Skogskyrkogården är en av Stockholms främsta parkanläggningar (sedan 1994 ett världsarv), som skapades i romantikens anda, huvudsakligen av Sigurd Lewerentz på 1920-talet. Här finns klara likheter med ett verk från omkring 1824 av Caspar David Friedrich, romantikens stora landskapsmålare. I samma anda fortsatte trädgårdsarkitekturen för Stockholms parker ända fram till 1930-talet, då funktionalismens idéer skulle inleda ett nytänkande för funktion och gestaltning av Stockholms grönområden.

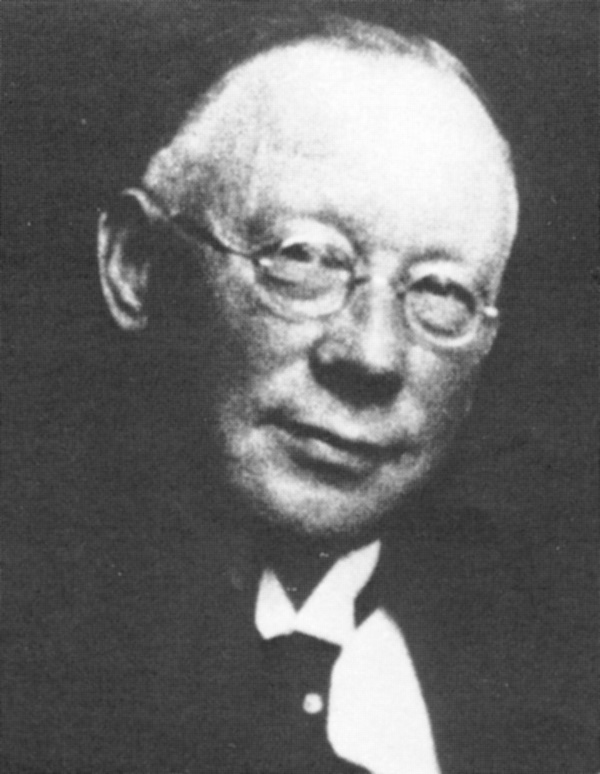
Hammarberg

Den 1 november 1906 utnämndes Mauritz Hammarberg som nya stadsträdgårdsmästare och efterträdare till Medin. Under sina 30 tjänsteår som trädgårdsmästare i Stockholm fullföljde han föregångarens påbörjade projekt och skapade en lång rad nya parker, här kan nämnas Stureparken (1906), Kungsholmstorg (1907), Eriksbergsparken (1920), Högalidsparken (1916–1923), Nobelparken (1929–1930), Skinnarviksparken (1930-tal) och Pålsundsparken (1911–1932).
Vid ungefär samma tid var Per Olof Hallman vice stadsarkitekt i Stockholm (från 1913) och chef för stadsplanekontoret (1921–1927). Hallman skapade en lång rad stadsplaner som var småskaliga och anpassade för människans välbefinnande. De idylliska miljöerna menade han hade ett värde i sig och han motsatte sig den sorts stadsplaner med breda, ändlöst långa alléer som man tillämpade i Paris.
Även i andra svenska städer började trädgårdsmästare och arkitekter tänka i nya baner. Pildammsparken i Malmö, 1914 plats för Baltiska utställningen, skapades i mitten av 1920-talet efter ritningar av Erik Bülow-Hübe. Han hämtade sin inspiration fortfarande från promenadparkens klassiska 1800-talsperiod med stjärnplats och gröna gräsboulevarder. Men parken skilde sig också från sina föregångare genom demokratiska och sociala inslag. Pildammsparken hade exempelvis en stor festplats för Malmöbor och förebilden var de tyska sportparkerna från denna tid. Det skulle dock dröja ytterligare några år innan den nya parkideologin konkretiserades fullt ut.
En viktig person som arbetade för en mänskligare miljö i Stockholm var Anna Lindhagen, Albert Lindhagens dotter. Hon var drivande i koloniträdgårdrörelsens framväxt i Sverige och en viktig person i Stockholms parkhistoria. Med stort engagemang utförde hon ett betydelsefullt arbete för bevarandet av den småskaliga bebyggelsen på Södermalm såväl beträffande exteriörer och trädgårdar som ett antal tidstypiska interiörer.I koloniområdet Eriksdalslunden på Södermalm är en av gångvägarna uppkallad efter henne.
Mauritz Hammarbergs stockholmsparker

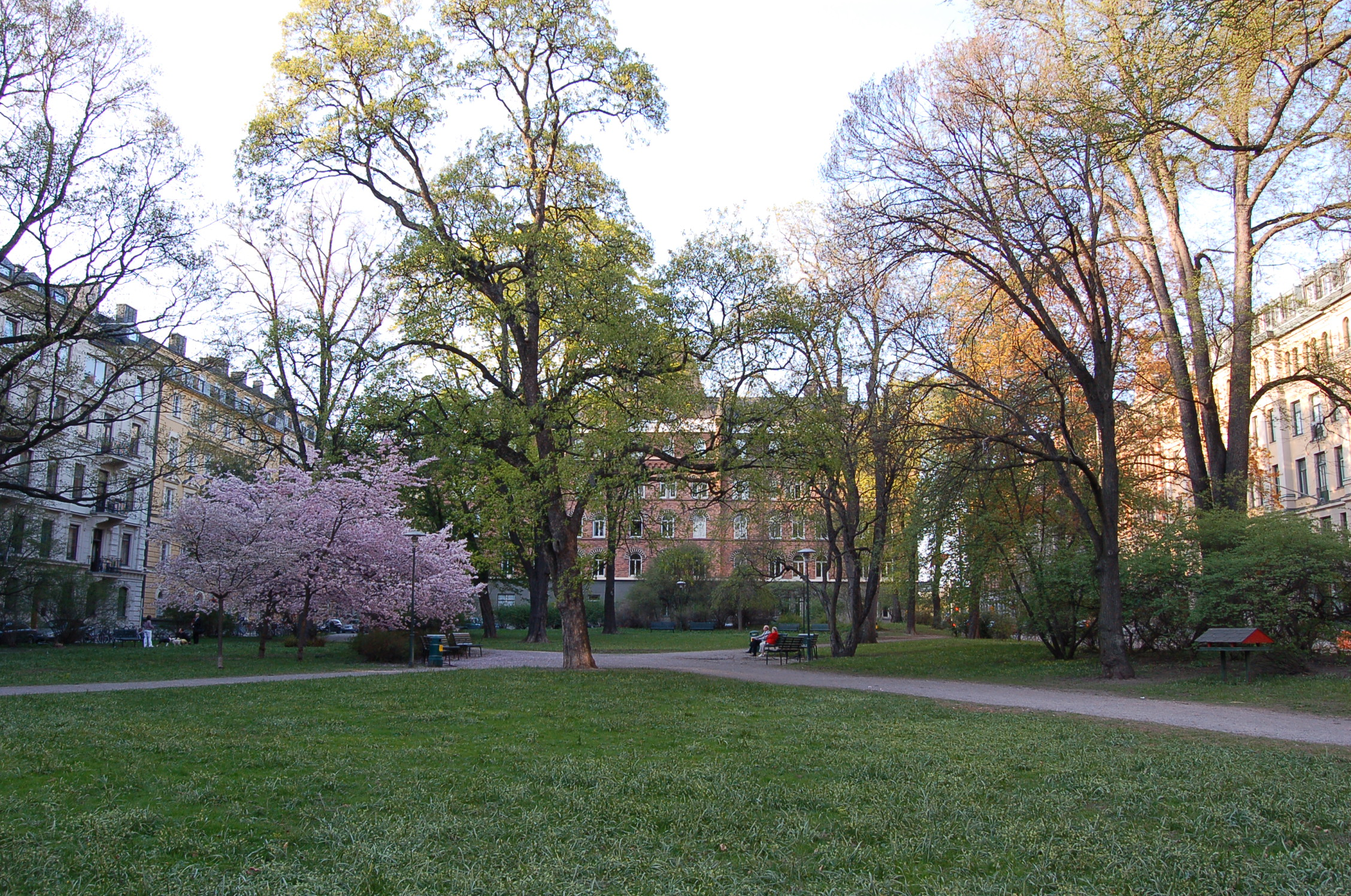
Stureparken
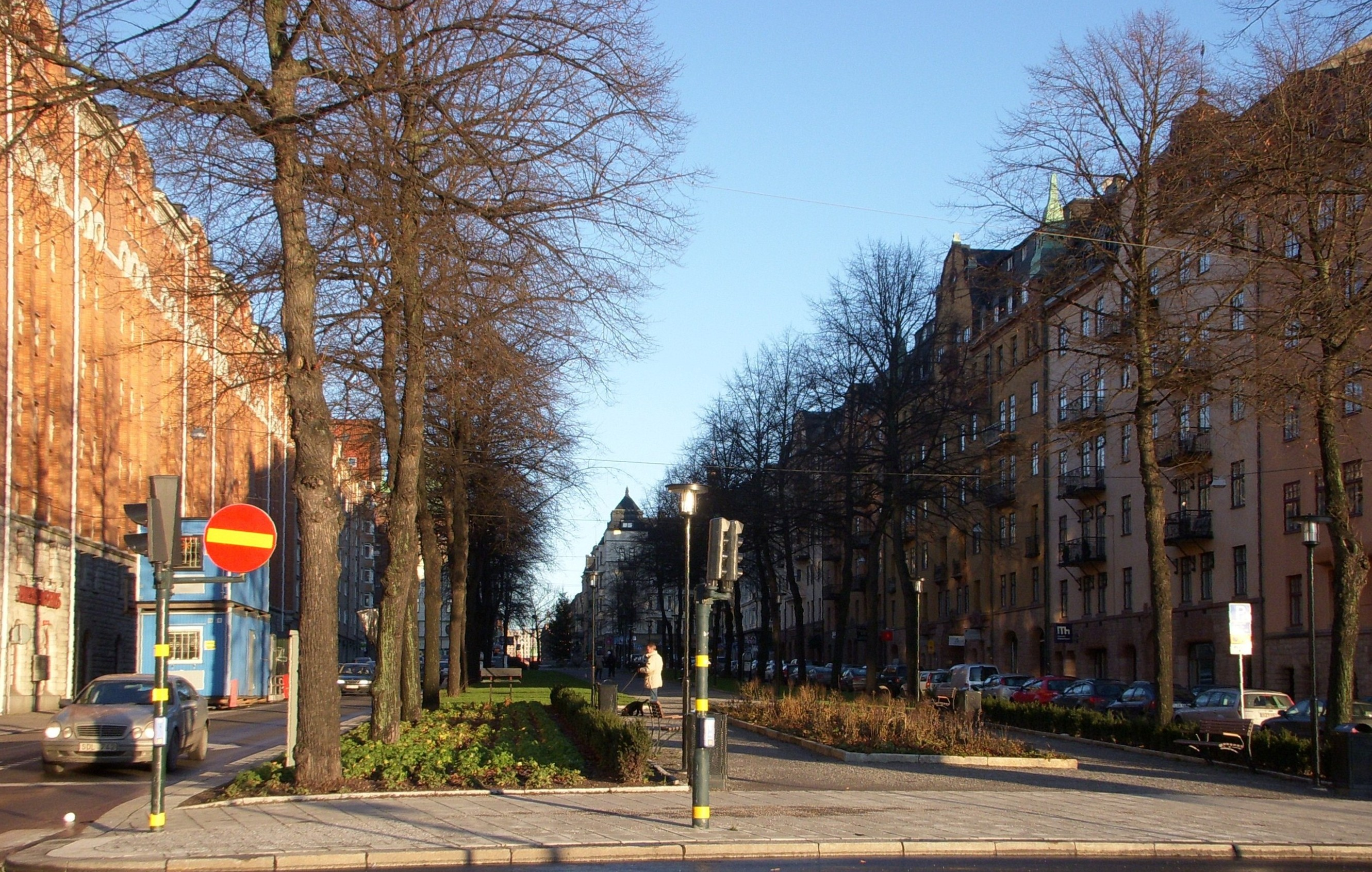
Kungsholmstorg
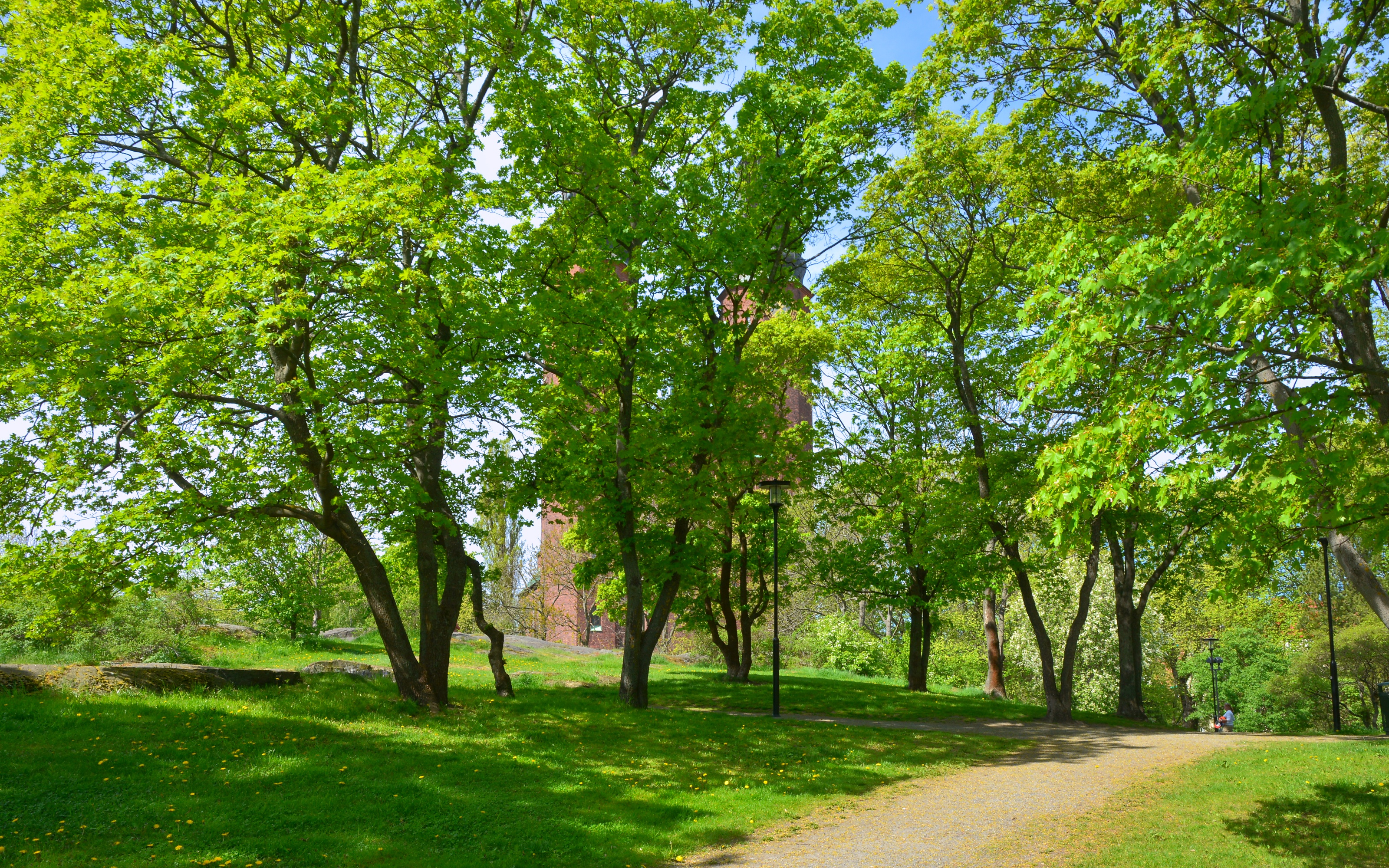
Högalidsparken
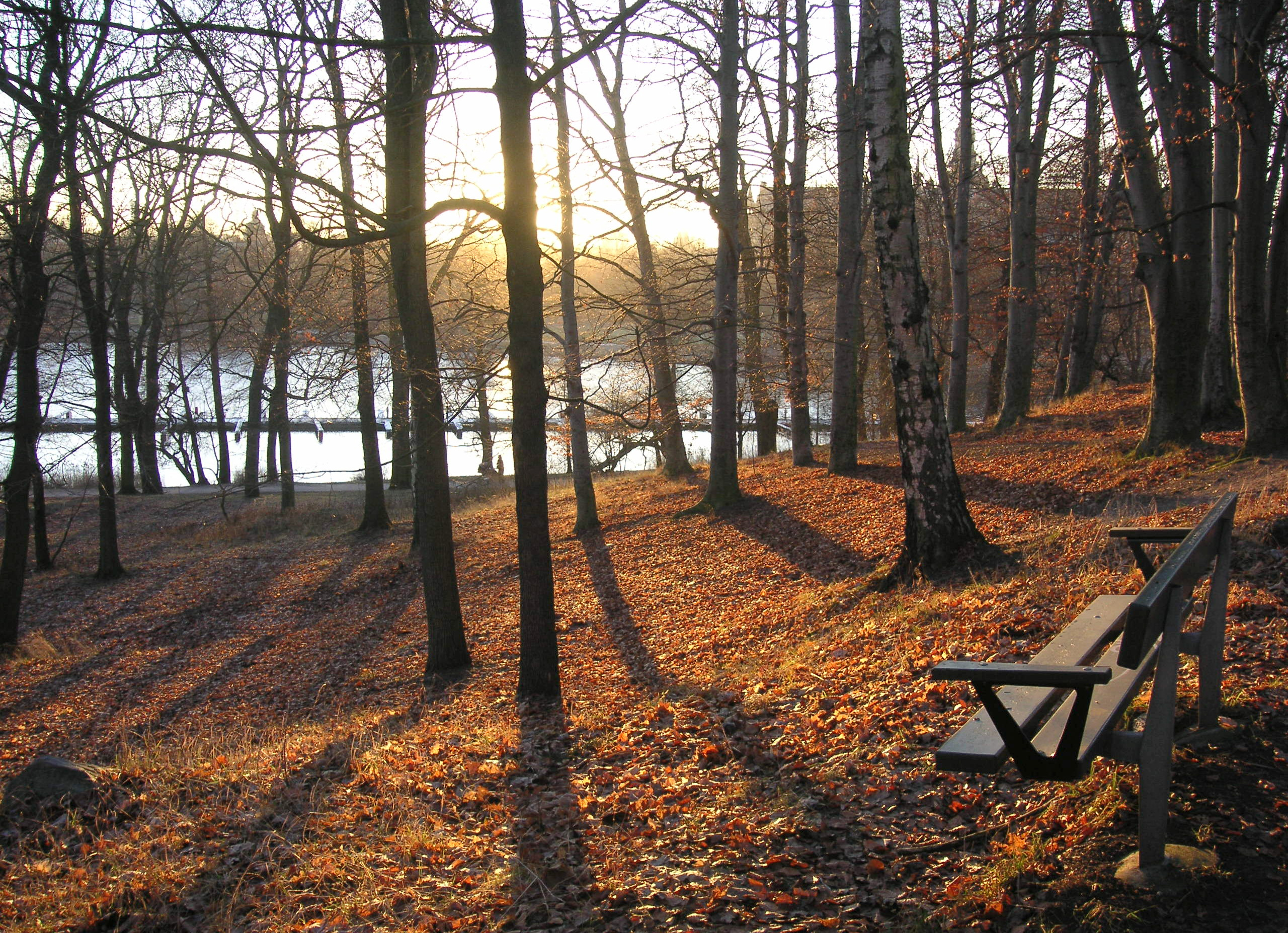
Nobelparken

### Folkparksrörelsen
Folkets park, eller folkpark, initierades av arbetarrörelsen kring sekelskiftet 1900. Det var platser för politiska möten och ett sätt för arbetarklassen att komma ut i naturen från trånga bostäder i staden. Man ville även sjunga och dansa och få tillgång till politisk arbetarkultur med föredrag, kultur och nöjesliv. Under kort tid mellan 1899 och 1915 anlades ett tiotal folkparker i och omkring Stockholm, bland dem Sickla Folkets Park (1899), Spånga Folkets Park (1907), Norrtälje folkets park (1910) och Södra folkparken som också kallades Västberga Folkpark (1915).
Även på Långholmen skulle en folkpark inrättas, men i kommunal regi. Man hade stora planer att anordna badplatser, karusell, skjutbana och en stor restaurang intill amfiteatern i Långholmsparken. Av allt detta blev det bara Långholmens klippbad som fortfarande finns kvar. Pengarna tog slut och första världskriget satte andra prioriteter. Under 1920-talet fortsatte utbyggnaden av folkparker runtom i Sverige. Endast ett mindre antal av folkparkerna finns emellertid kvar. I Stockholm är alla nedlagda.

### Modernismens parker och "Stockholmsstilen"

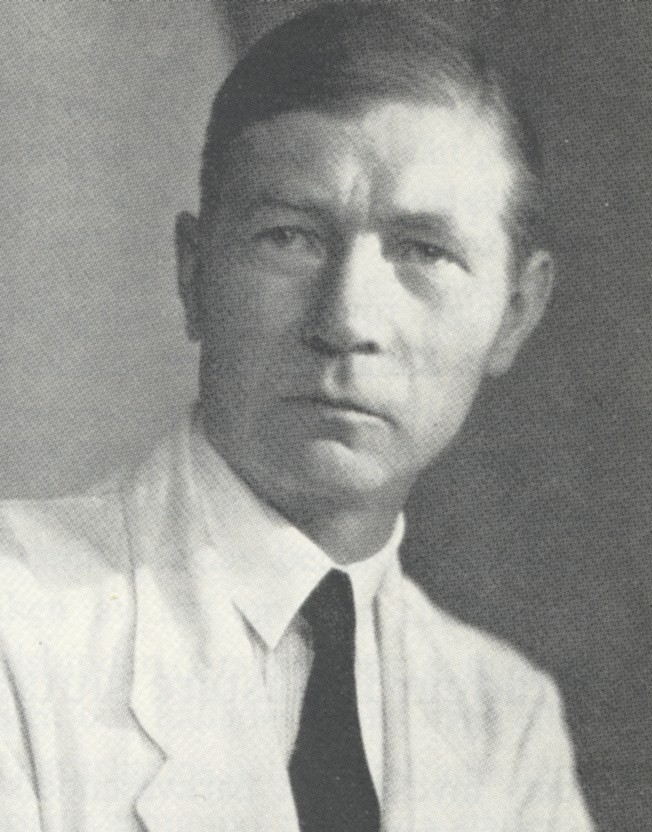
Almqvist

Gunnar Asplund, Stockholmsutställningens chefsarkitekt blev den som presenterade det första provet på den nya funktionalistiska parkstilen. Hans och konstnären Ivar Johnssons förslag till utformning av parkmarken längs Sveavägen mellan Stockholms stadsbibliotek och Handelshögskolan blev en djärv och fantasirik skapelse som skulle visa vägen framåt. Asplunds perspektivteckning av Observatorielunden med Stadsbiblioteket i bakgrunden från 1931 följdes i väsentliga drag vid anläggandet av parken.
En ny tid för Stockholms parker kom med den nye stadsträdgårdsmästaren Osvald Almqvist som blev Hammarbergs efterträdare 1936. Almqvist var utbildad arkitekt, det var något nytt på posten som stadsträdgårdsmästare. Efter många diskussioner och uppbackning genom dåvarande gatuborgarrådet Yngve Larsson föll gatunämndens val på Osvald Almqvist. Yngve Larsson hade på en studieresa i USA året innan besökt parkanläggningar i New York-regionen och tagit starkt intryck av alla anordningar för rekreation och friluftsliv som fanns där. I tidskriften Arkitektur formulerade han sina intryck:
| ”                                      | Jag återvände hem, besjälad av önskan att på liknande sätt kunna expandera och aktivera vår egen parkförvaltning. Visst finns det en sådan verksamhet också hos oss och framförallt i form av lekplatser och kälkbackar för barnen, dock ingalunda på sätt och omfattning som svarar mot behoven. […] Men man kände den latenta motsättningen mellan sådana aktiviteter och trädgårdsmästarens önskan att få ha sina gräsmattor i fred och skydda blommor, buskar och träd mot åverkan. Jag kan inte undgå minnet av de taggtrådar förvaltningen ansåg sig böra vira om trädstammarna som var särskilt intressanta för klättrande småpojkar - så fick det dock inte vara. | „ |
| – Yngve Larsson i Arkitektur nr 7/1969 | |   |

Almqvist själv fastslog i sin programförklaring att det gäller vid stads- och regionplaneringen se till att sammanhängande parkstråk med gång-, rid- och cykelvägar, allmänna lekfält, övnings- och idrottsplatser och längre ut skogsparker och naturreservat kunde skapas för friluftsliv både sommar och vinter. Han var den förste som noggrant studerade hur vägarna skulle dras i terrängen och hur människorna skulle ledas fram till parkens olika delar. Under hans korta tid som Stockholms stadsträdgårdsmästare formulerade han planeringsidéer som under en lång tid skulle bli vägledande för gestaltningen av stadens parker. De första parkerna enligt Almqvists programförklaring blev Fredhällsparken (byggstart 1932) och Rålambshovsparken (byggstart 1936), senare följd av Norr Mälarstrands strandpromenad (byggstart 1941). Alla tre parker bildade ett sammanhängande parkstråk genom södra Kungsholmen från Norr Mälarstrand till Tranebergsbron.
Modernismens första parker

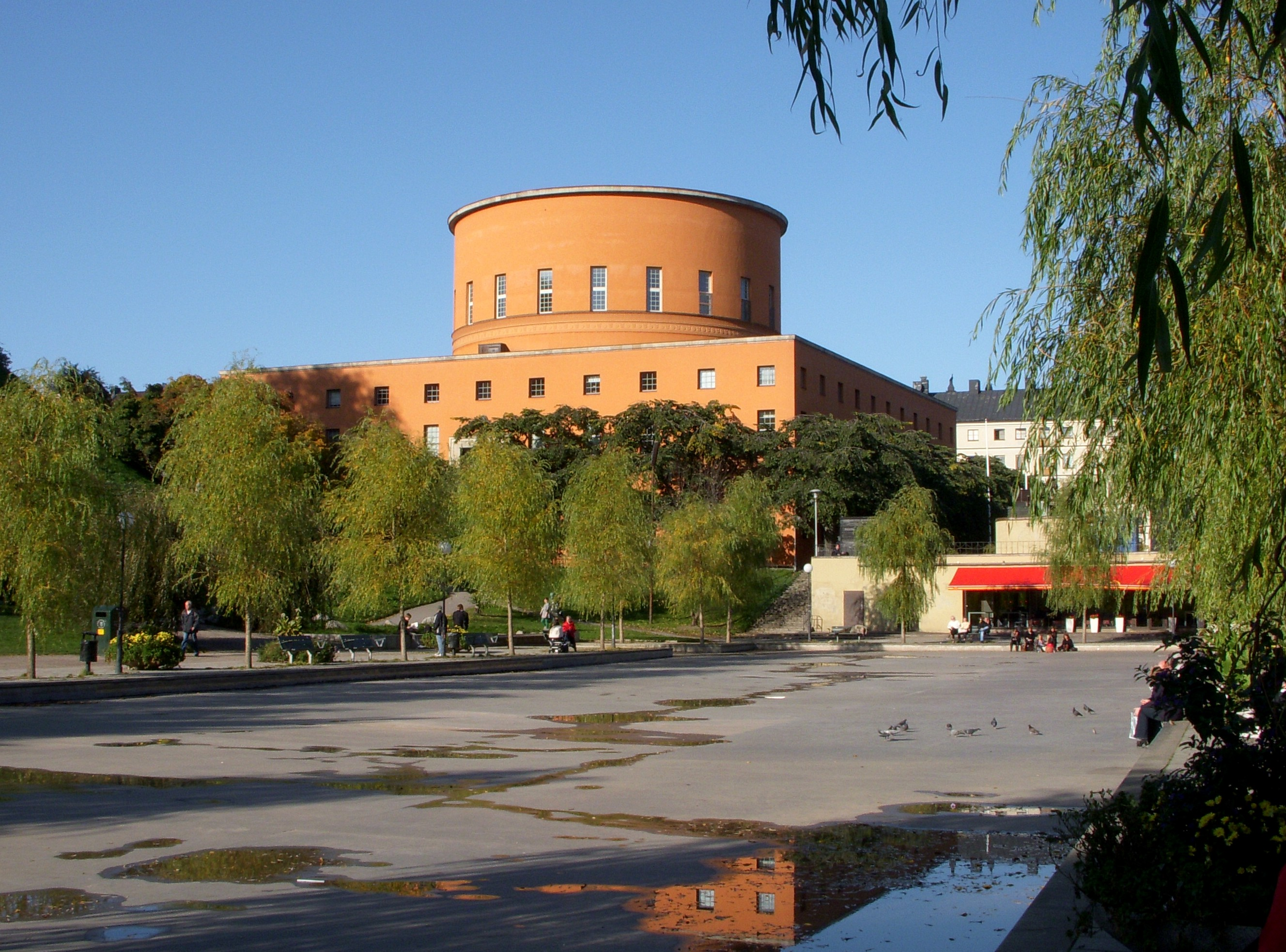
Stadsbibliotekets park
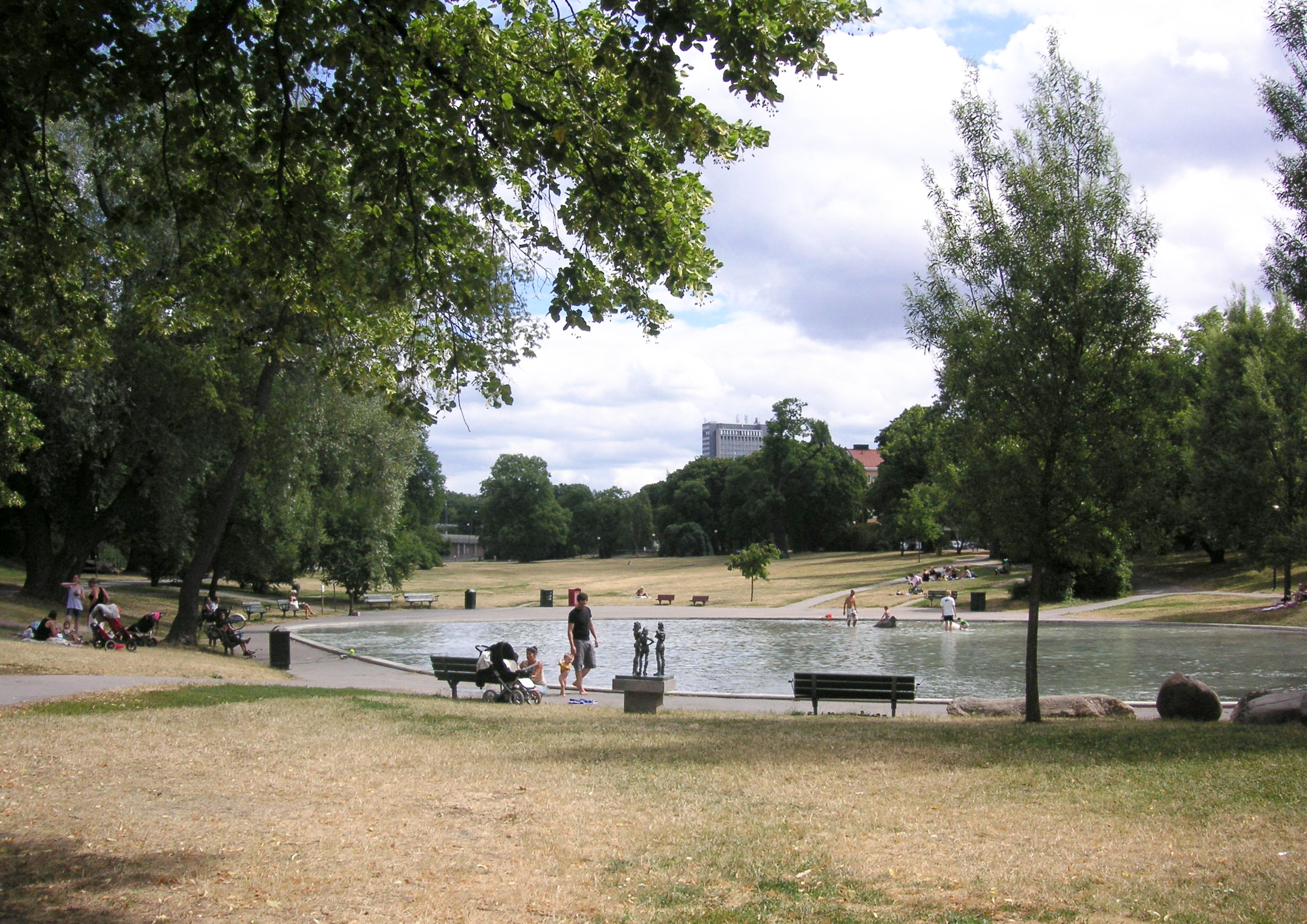
Fredhällsparken
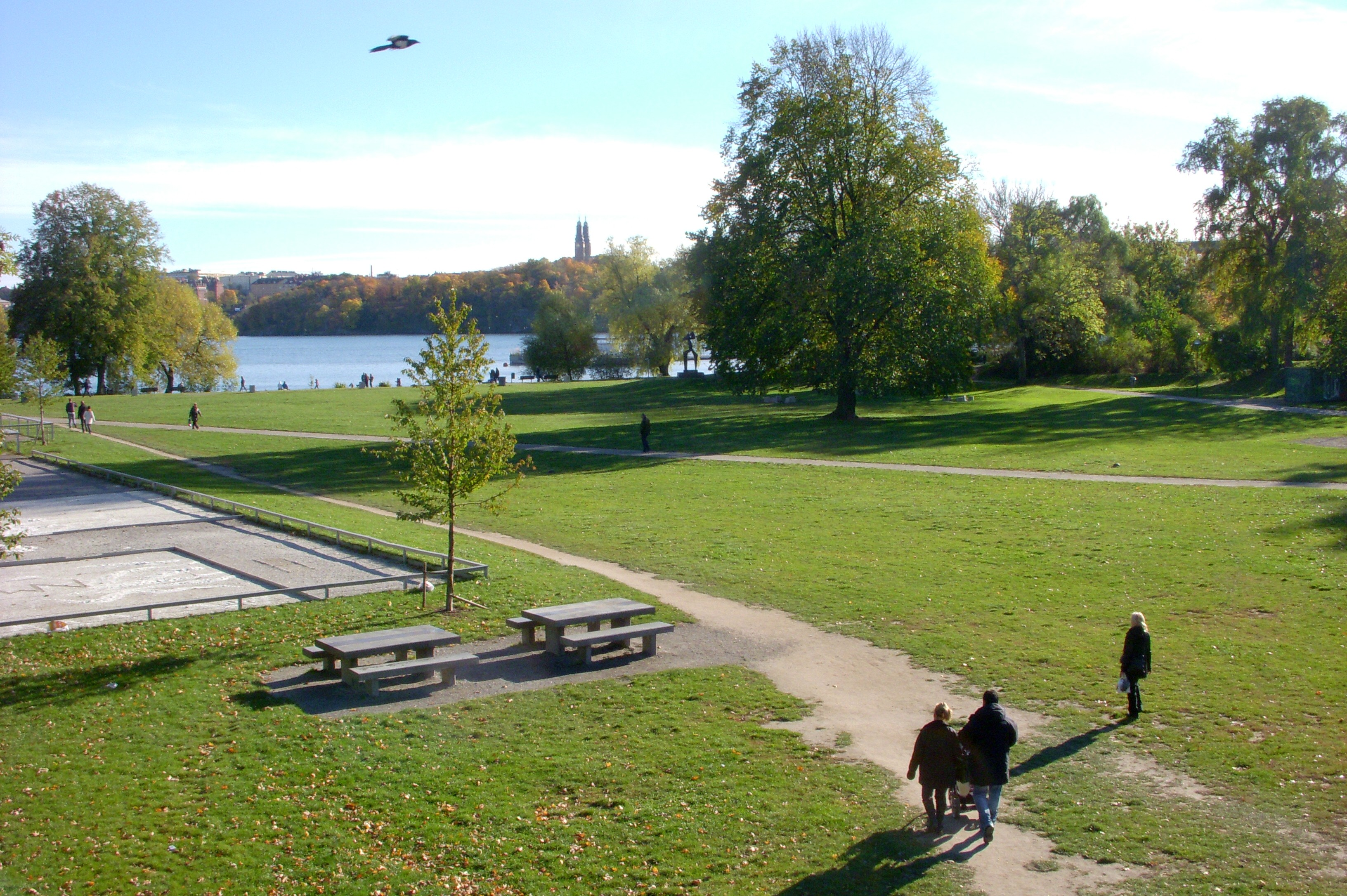
Rålambshovsparken
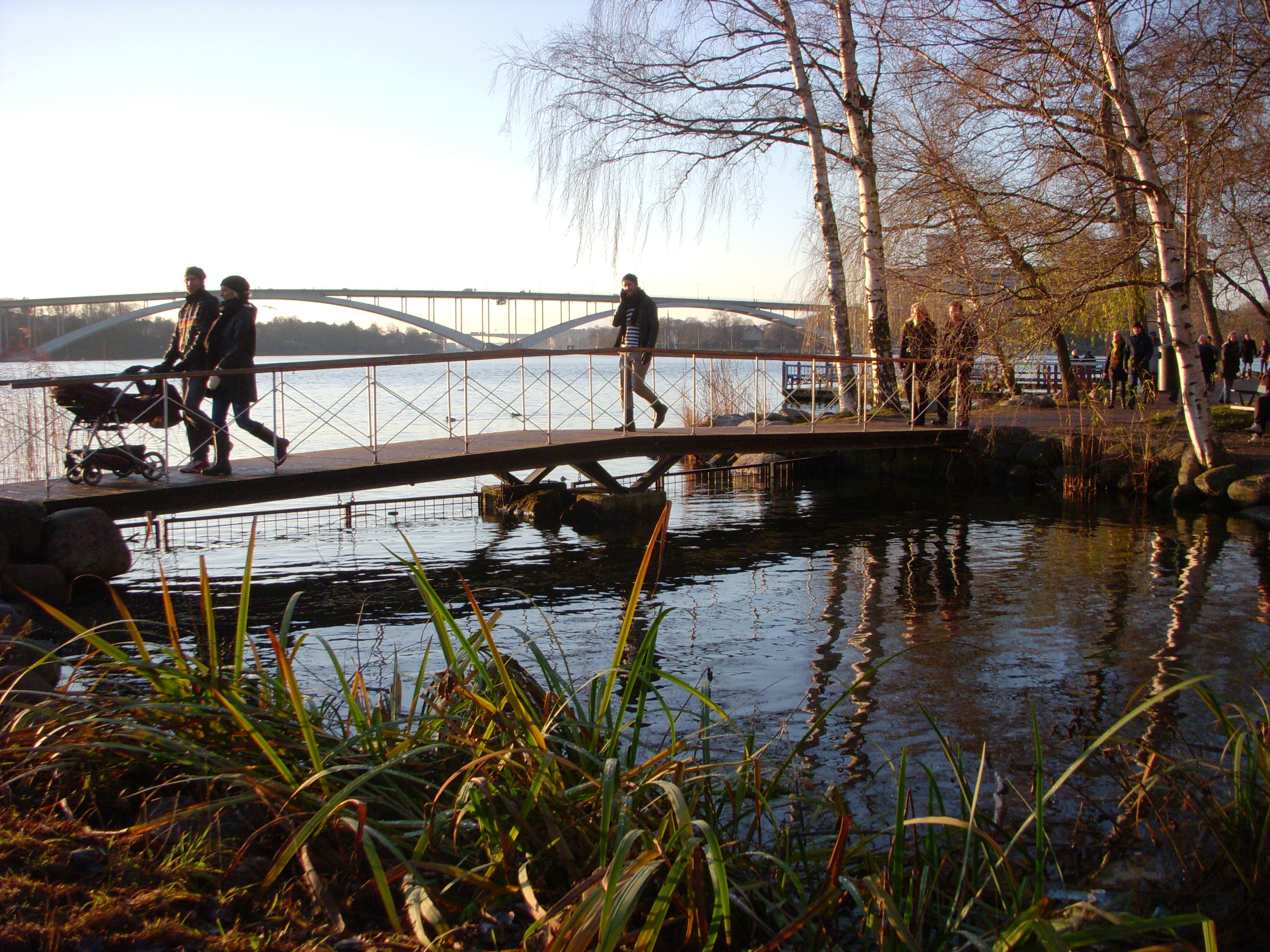
Norr Mälarstrands strandpromenad

År 1938 ville Almqvist bli entledigad från sin tjänst och han ersattes av Holger Blom, även han utbildad arkitekt. Bloms parkprogram innehöll konkreta sociala målsättningar. I riktlinjerna för Stockholms generalplan som framlades 1945 stod bland annat att "…all bebyggelse skall vara kompletterad med erforderliga friytor för lek, idrott, vila och promenader…". Parkerna var viktiga för folkhälsan och de var hyreshusinnevånarnas ersättning för villaägarnas trädgårdar.

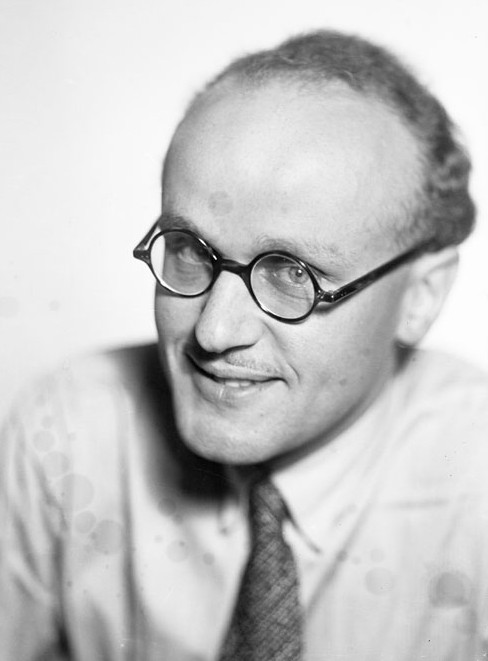
Holger Blom

Den nya parken skulle även "luckra upp" bebyggelsen och ligga som långa stråk mellan dem. Ett typexempel är parkstråket Norr Mälarstrand-Rålambshovsparken-Fredshällsparken på Kungsholmen. Liknande stråk planerades och genomfördes i stort sett alla nya stadsdelar mellan 1930 och 1970, i såväl smalhusstadsdelar som Traneberg, Hammarbyhöjden och Midsommarkransen, och grannskapsstadsdelar som Hökarängen, Blackeberg och Råcksta som i miljonprogramsstadsdelar som Tensta och Rinkeby.
Holger Blom formulerade och omsatte riktlinjerna och tillsammans med sin medarbetare Erik Glemme upplevde Stockholms parker en storhetstid med det som ansågs vara världens mest progressiva parkpolitik. Under Almqvists och särskilt Bloms och Glemmes tid tillkom Parkleken, alltså lek under uppsikt av skolad personal, som inte skulle bevaka barnen utan stimulera dem. Parkleken provades 1936 första gången i Observatorielunden och i Björns trädgård. Redan två år senare fanns Parkleken i ytterligare 14 parker. Från 1940 omfattade Parkleken även vinterhalvåret. 1970 hade Parkleken 142 fast anställda lekledare och totalt 385 medarbetare.
Ett annat initiativ var Parkteatern som började uppträda från 1942 i olika parker. 1948 anskaffades en lastbilsdragen teatervagn med påskrift Parkteatern som hade utfällbara väggar och en scen och som lätt kunde förflyttas mellan olika spelplatser. 1961 anskaffades ytterligare en teatervagn, den hade en scenyta av 64 m2. År 1950 inleddes ett internordiskt gästspelsutbyte av Parkteatern med Köpenhamn och Oslo.
Kultur i parken

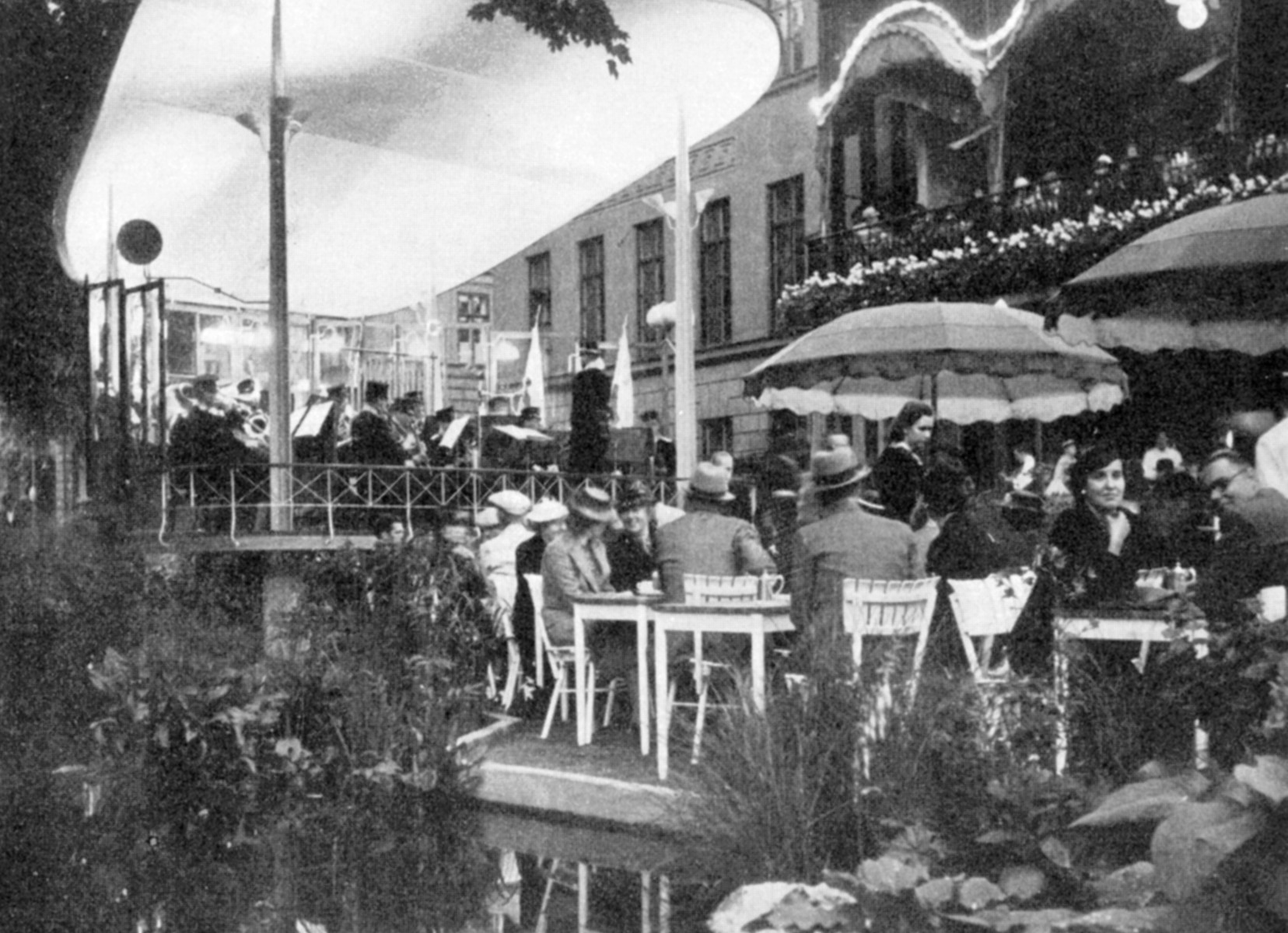
Musikpaviljong vid Berns salonger
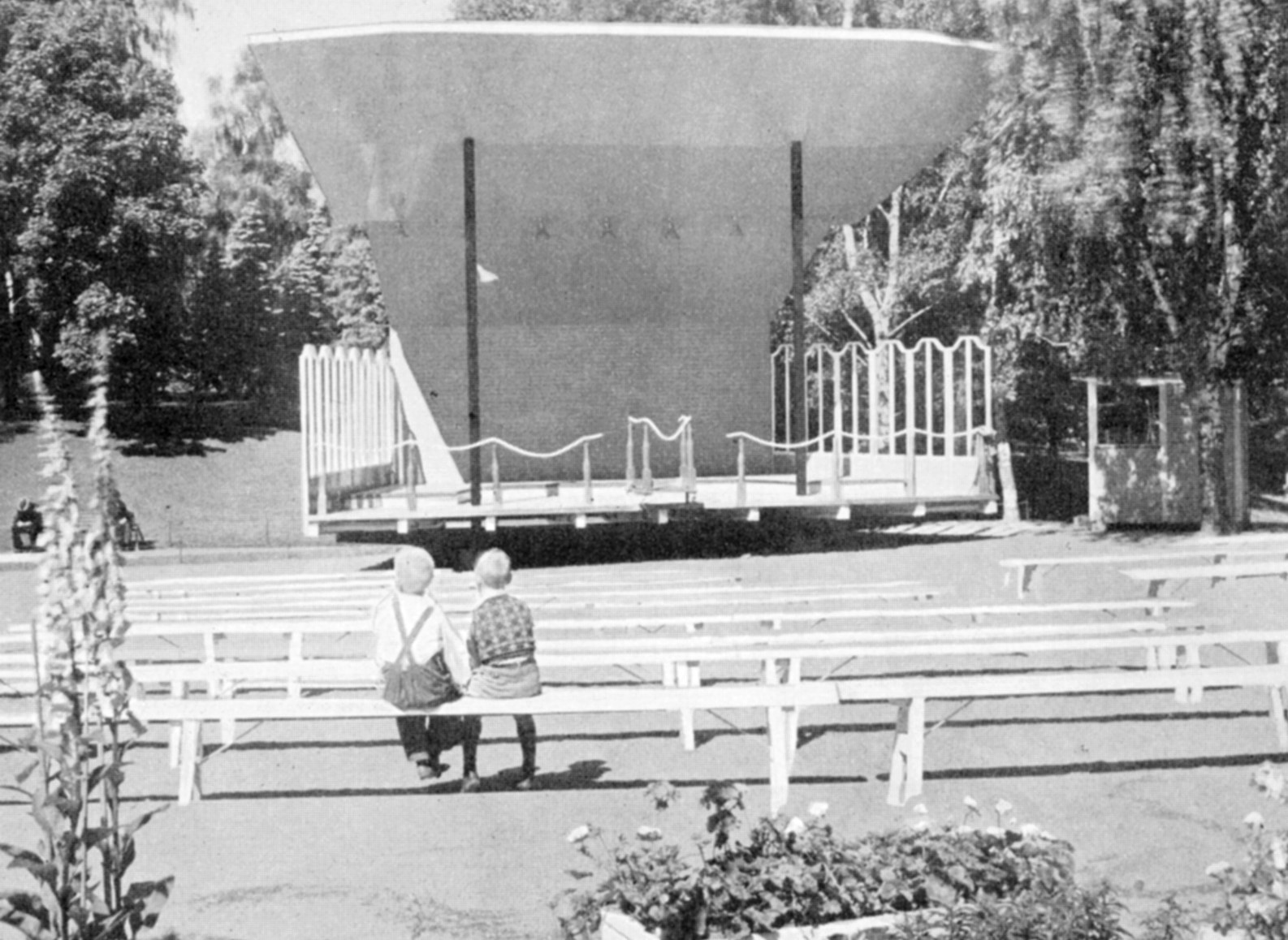
Musikpaviljong i Vasaparken
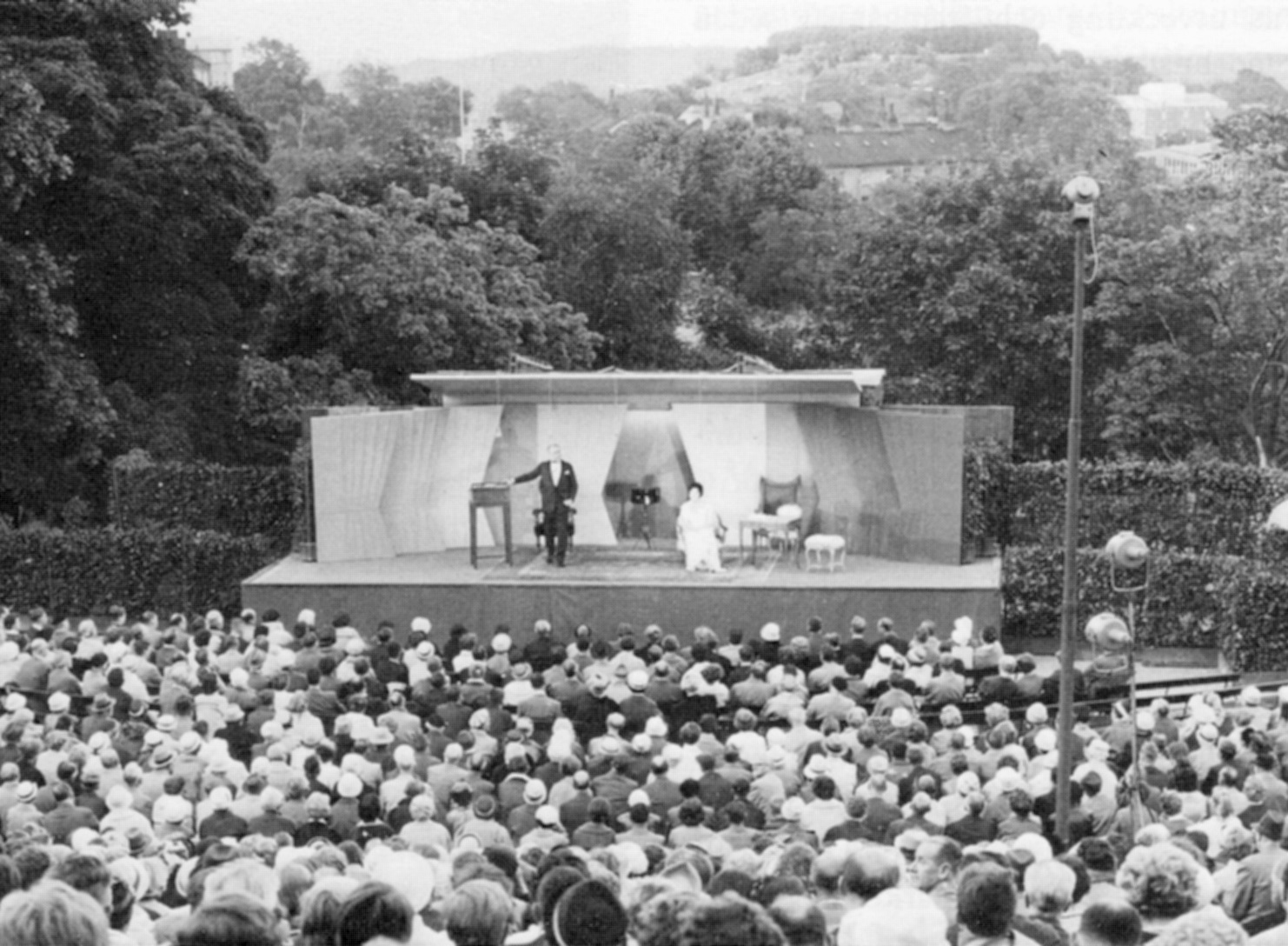
Parkteatern i Vitabergsparken
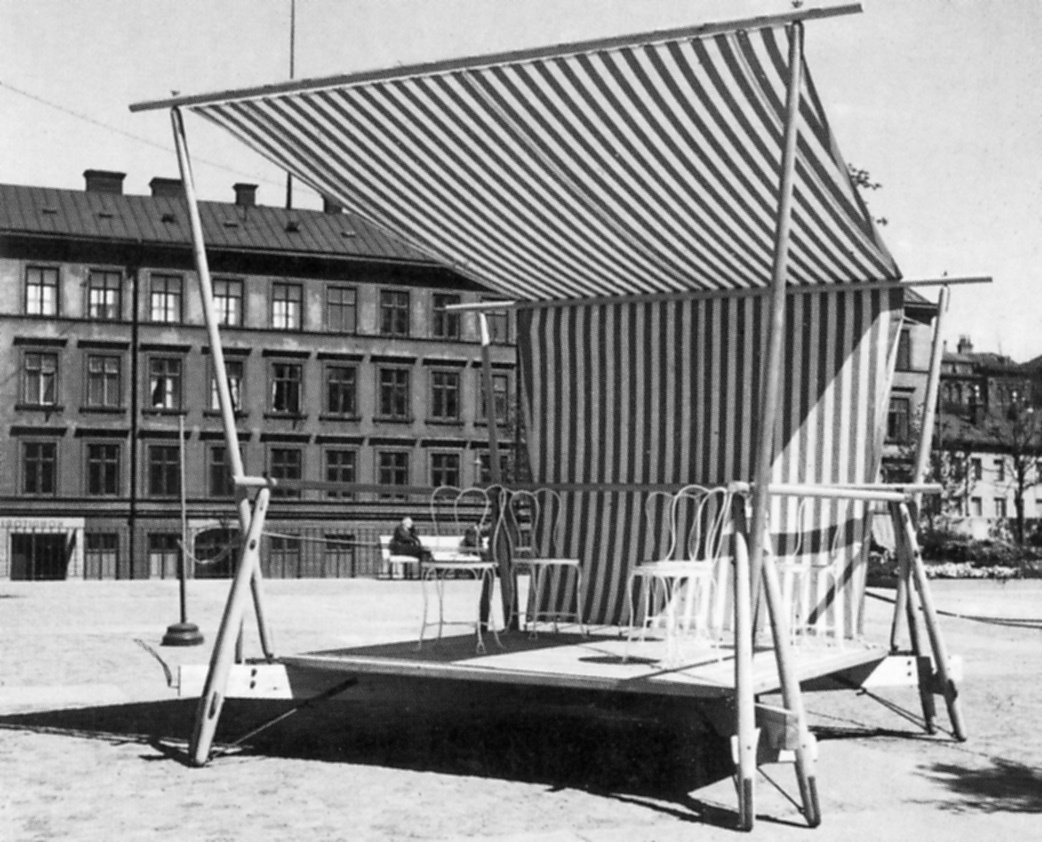
Glemmes musikpodium

I Bloms klassiska parkprogram från 1946 sammanfattades den funktionalistiska synen på parkens uppgifter i Stockholms stadsbyggande, en stil som senare skulle kallas för "Stockholmsstilen" och som i hög grad var inspirerad av Bloms föregångare Osvald Almqvist. 

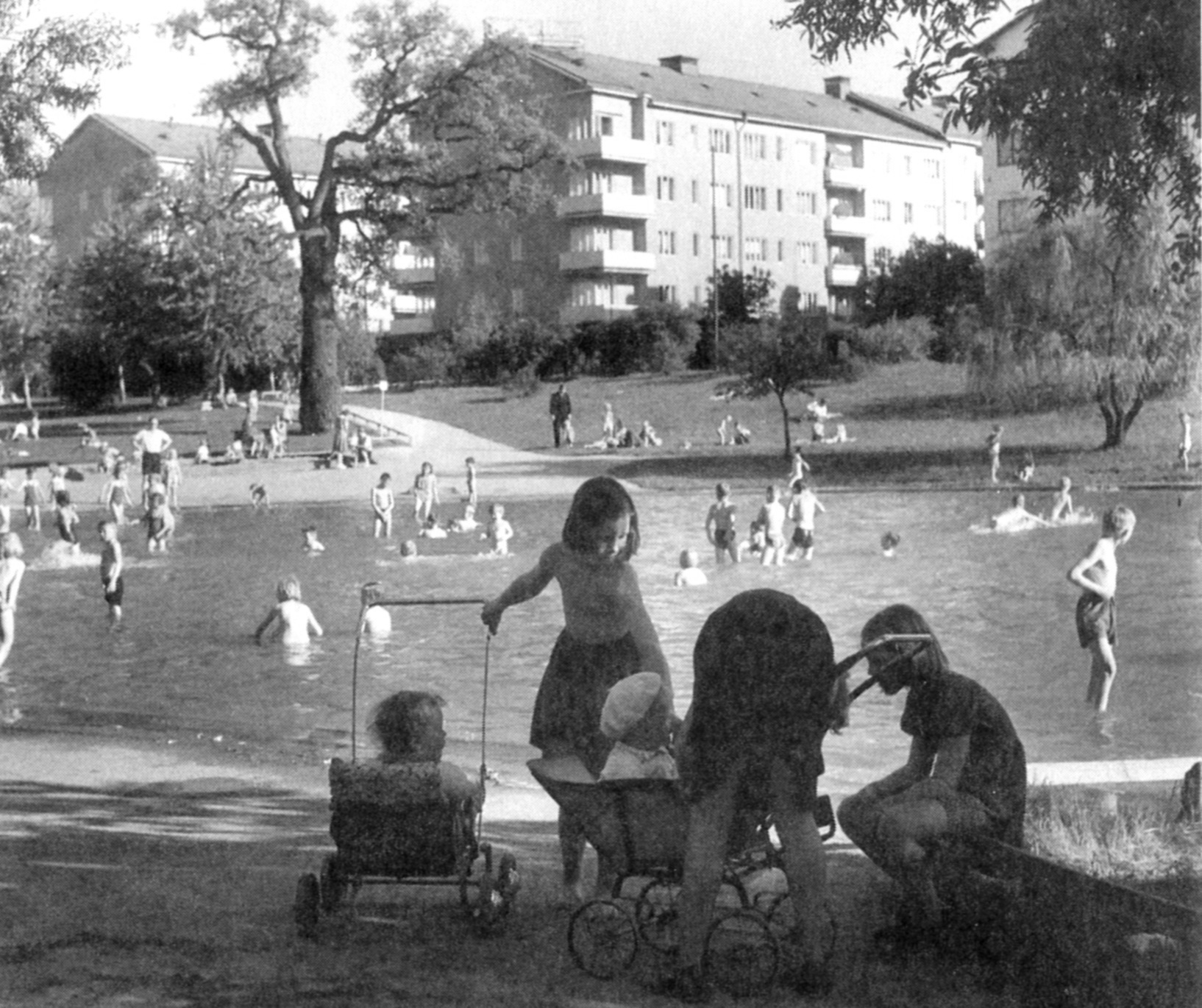
Fredhällsparkens plaskdamm, K.W. Gullers fotografi från 1946.

Parkerna skulle fyllas med aktiviteter som idrott, fest, dans, musik, teater men även demonstrationer. 1939 omgestaltades Berzelii park, då ersattes det höga staketet kring Berns uteservering av en spegeldamm. Restaurangens musikpaviljong konstruerades så att parkbesökarna kunde både se och höra musiken. Erik Glemme ritade ett lätt flyttbart musikpodium med tak av markisväv. Podiet kunde enkelt ställas upp i samband med fester och evenemang. Glemme var även arkitekt bakom Mälarpaviljongen i parkstråket vid Norr Mälarstrand och i ytterområden ritade han bland annat torget i Vällingby Centrum i Vällingby och Grynkvarnsparken i Johanneshov.
Ett fotografi taget 1946 av fotografen K.W. Gullers hjälpte till att göra Stockholmsstilen internationellt känt. Motivet visar plaskdammen i Fredhällsparken och är en rofylld sommarscen med lekande och badande barn i ett landskap som kunde ligga långt utanför staden. Men flerfamiljshusen i bakgrunden berättar om att vi befinner oss i bebyggda trakter och mitt inne i en huvudstad. Bilden publicerades i facktidskrifter världen över och fick stor effekt. När International Federation of Landscape Architects höll sin årskongress i Stockholm 1952 kunde Holger Blom visa upp staden med världens mest progressiva parkpolitik. I en av de få böcker som beskrev 1900-talets trädgårdskonst och landskapsarkitektur (Peter Shepheards Modern Gardens från 1953) menade Shepheard: Stockholm har förtjänat universella hyllningar som en stad med ett fantastiskt landskap.
Fram till mitten av 1930-talet var det förbjudet att beträda gräsmattan, men nu var det ett önskemål av parkplanerarna att gräsmattan skulle ingå i parkens aktiviteter. Holger Blom ville inte ha några förbudsskyltar; han kunde sträcka sig så långt som att det är icke tillåtet att beträda nysådden. Ändå kan man se en röd skylt med texten "Gräsmattan får EJ beträdas" i Norr Mälarstrands strandpromenad på ett fotografi från 1964. I sin skrift Stadsparken från 1939 menade han bland annat:
| ”                                      | Jag upprepar, att parkens ändamål ej är att bereda plats för träd. En betydande del av parkytorna i vårt nordliga land måste hållas fri och öppen, så att solen har möjlighet att skina på de människor, som älskar att känna dess livgivande kraft. För dessa människor skall det finnas gräsytor, som kunna beträdas. Liksom för barnen gäller det även för vuxna att ha tillgång till ytor, som i storlek svara så mot frekvensen, att gräset ej nötes ut. | „ |
| – Holger Blom i "Stadsparken", sida 34 | |   |

Parkaktiviteter

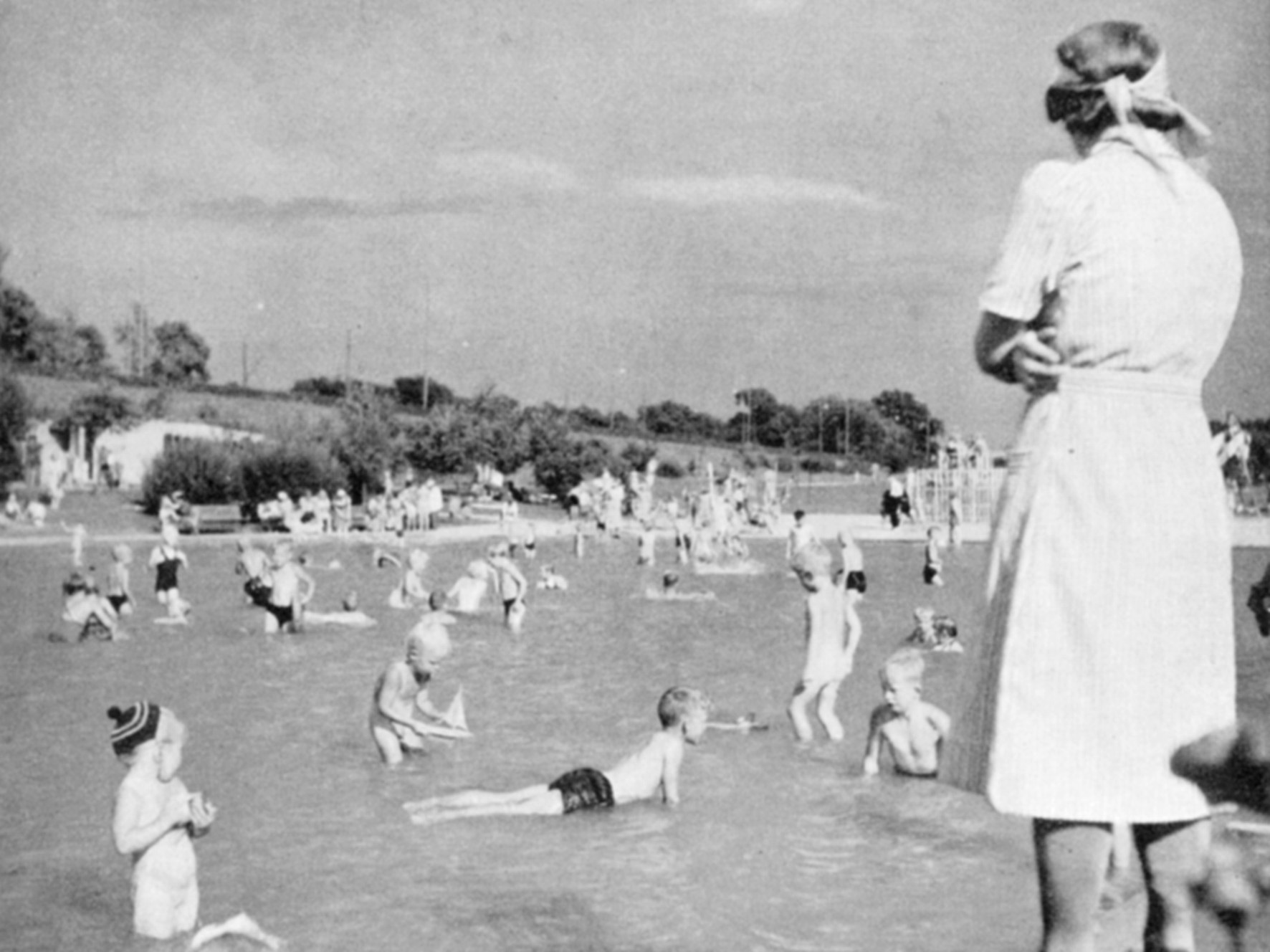
Plaskdamm i Fredhällsparken
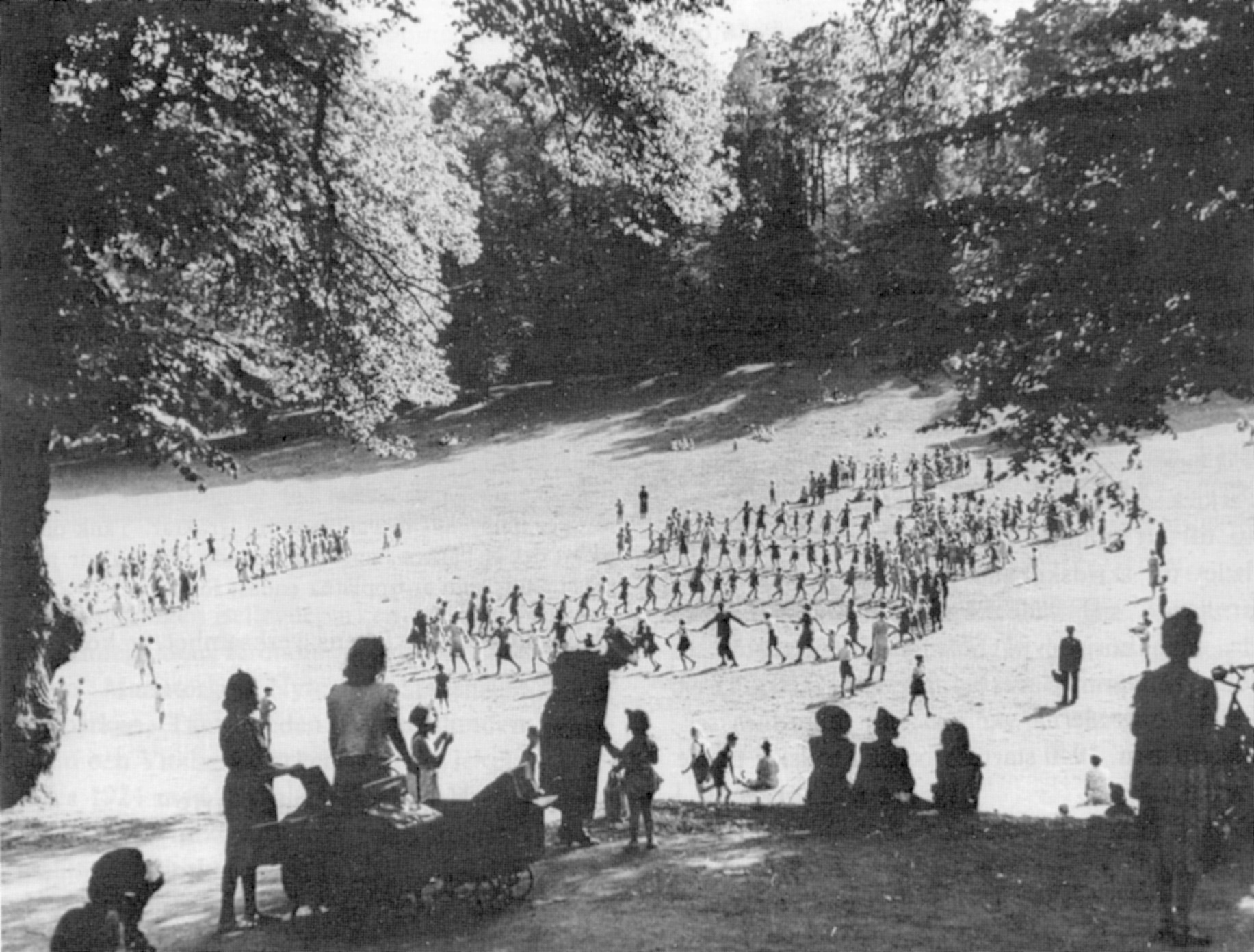
Organiserad lek i Hagaparken
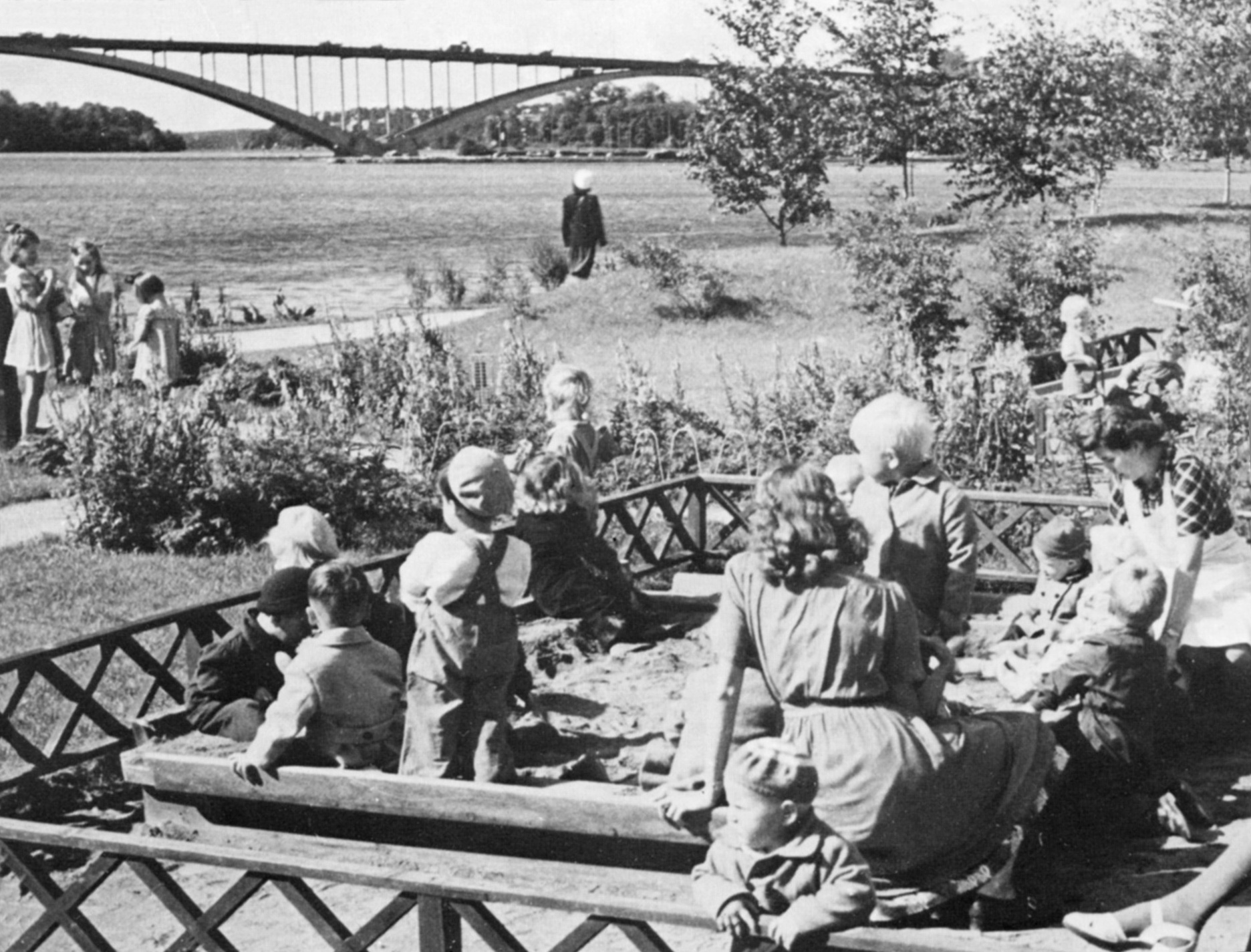
Lek i Norr Mälarstrands park
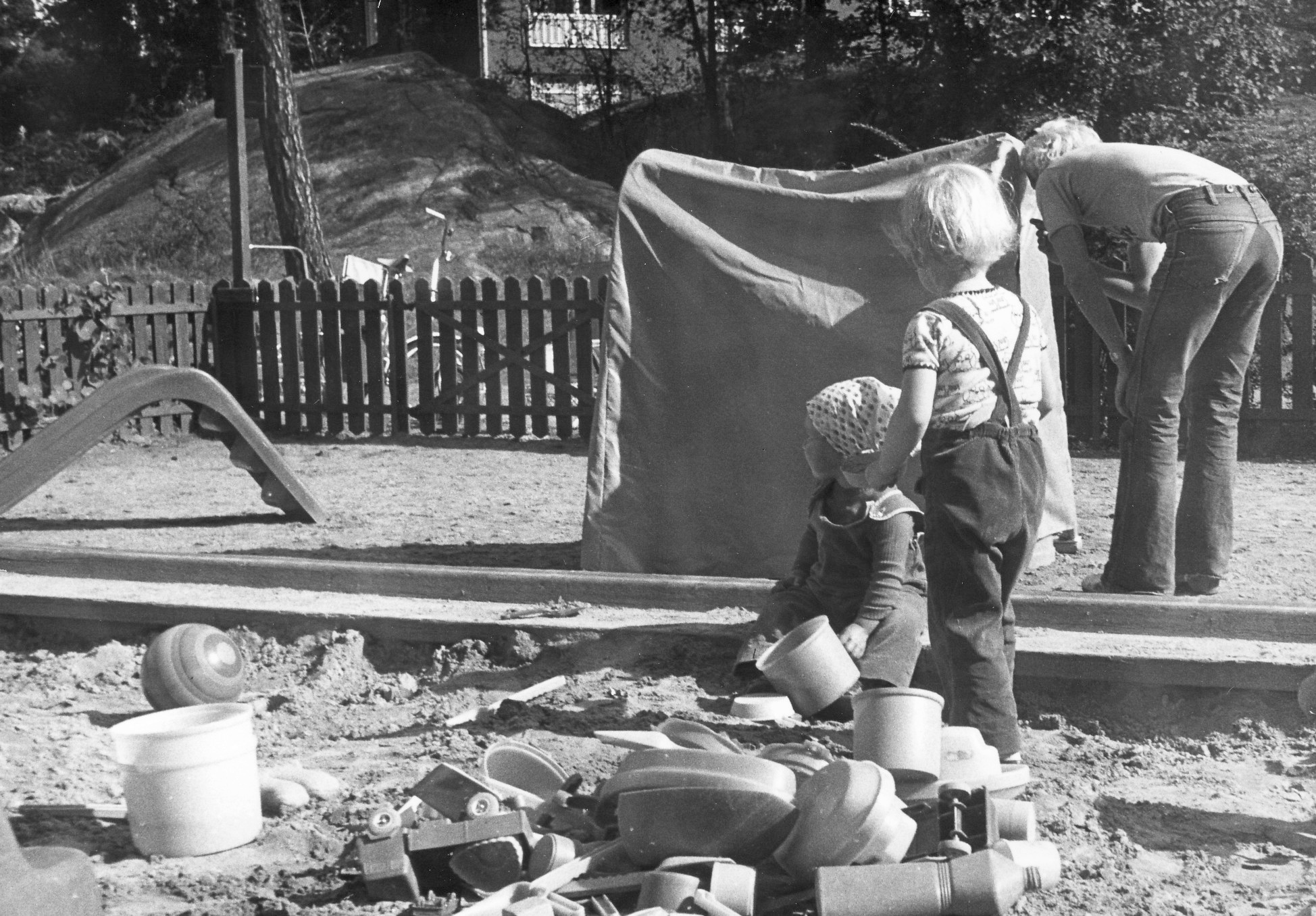
Parklek, Skarpnäck

### Miljonprogrammet och 1970-talets pedagogiska inslag

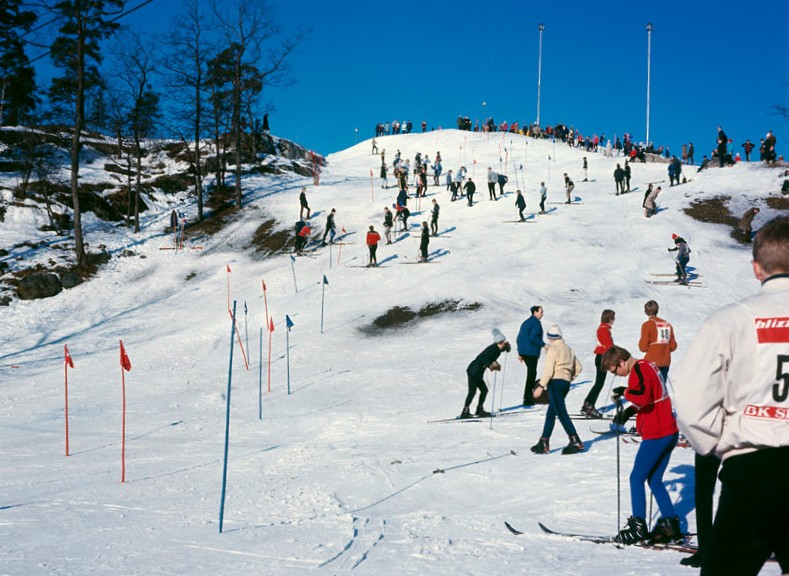
Slalom på Högdalstoppen, 1967.

År 1970 beslutades av Stockholms kommunfullmäktige att parkförvaltningen skulle lämna gatukontorets organisation, som den hade tillhört under cirka 100 år. Sedermera skulle parkförvaltningen lyda under park- och idrottsnämnden. Holger Blom avgick med pension 1971 och tjänsten som Stockholms stadsträdgårdsmästare avskaffades. En liknande tjänst återinfördes först på sommaren 2009. Men Holger Bloms parkprogram och Stockholmsstilen skulle påverka utbyggnaden av Stockholms parker till långt in på 1970-talet.
1946 års parkprogram användes även under miljonprogrammet i Stockholm, men mer som funktionsscheman med standarder och normer för arealer och avstånd. Miljonprogrammets lek- och rekreationsmiljöer planerades bilfria och helst i direkt anknytning till bostäderna. Ibland blev dock miljön torftig och den nyplanterade växtligheten slets ned av lekande barn. De omfattande mängder schakt- och rivningsmassorna som bildades genom nybyggen av bostäder och tunnlar för Stockholms tunnelbana kördes ihop och utformades till nya toppar, som exempelvis Vårbergstoppen och Högdalstoppen, den senare med skidlift.
År 1970 hade Stockholm 160 lekplatser och målet var att i princip varje barn skulle ha en lekpark inom 400 meter avstånd från hemmet. Det betonades även att parkavdelningen hade en pedagogisk uppgift att fylla och utbildad personal som samarbetar med ”folk som forskar i barns beteende”. Filosofin var att barnen skulle lära av varandra och ”göra grejorna själva utan vuxnas välmenta larvsnack”, så berättas det i en reklamfilm från 1970 beställd av Gatukontorets parkavdelning.

## Stockholms parker från 1980-talet till nutid
Under perioden efter 1970 genomgick stadens parkförvaltande flera genomgripande omorganisationer. År 1979 övergick Parkförvaltningen till Fritidsförvaltningen. Fram till 1986 hade man fortfarande ansvaret för hela parkförvaltandet, då driften (skötsel och underhåll) lades ut till så kallade fritidsdistrikt. År 1992 lämnade parkavdelningen Fritidsförvaltningen och parkplaneringen överfördes till det då nybildade Gatu- och fastighetskontoret. Idag är parkansvaret uppdelat på 14 olika stadsdelsförvaltningar.
Parkförnyelse och nya parker på 1990- och 2000-talet

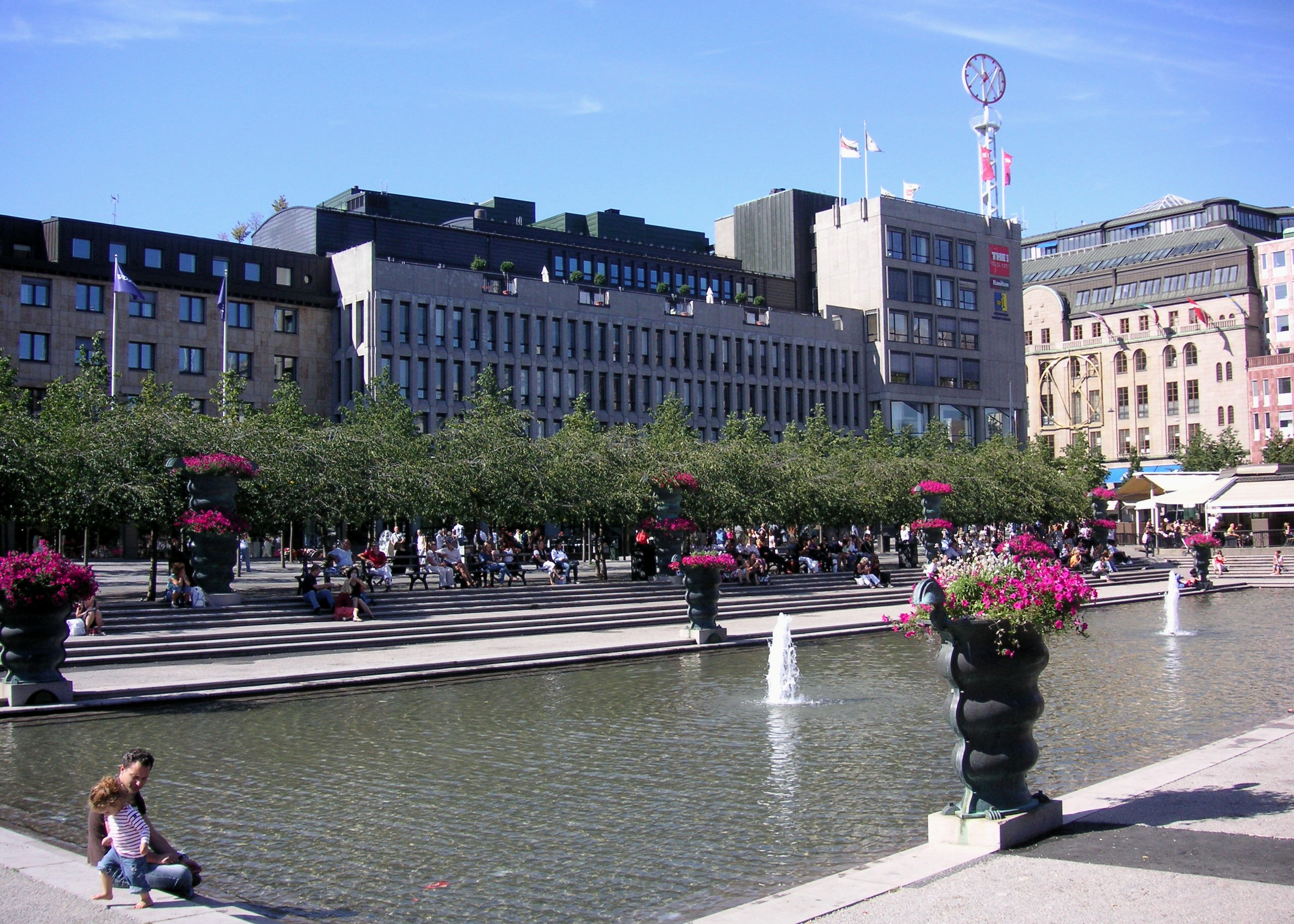
Kungsträdgårdens nya bassäng blev färdig till kulturhuvudstad 1998
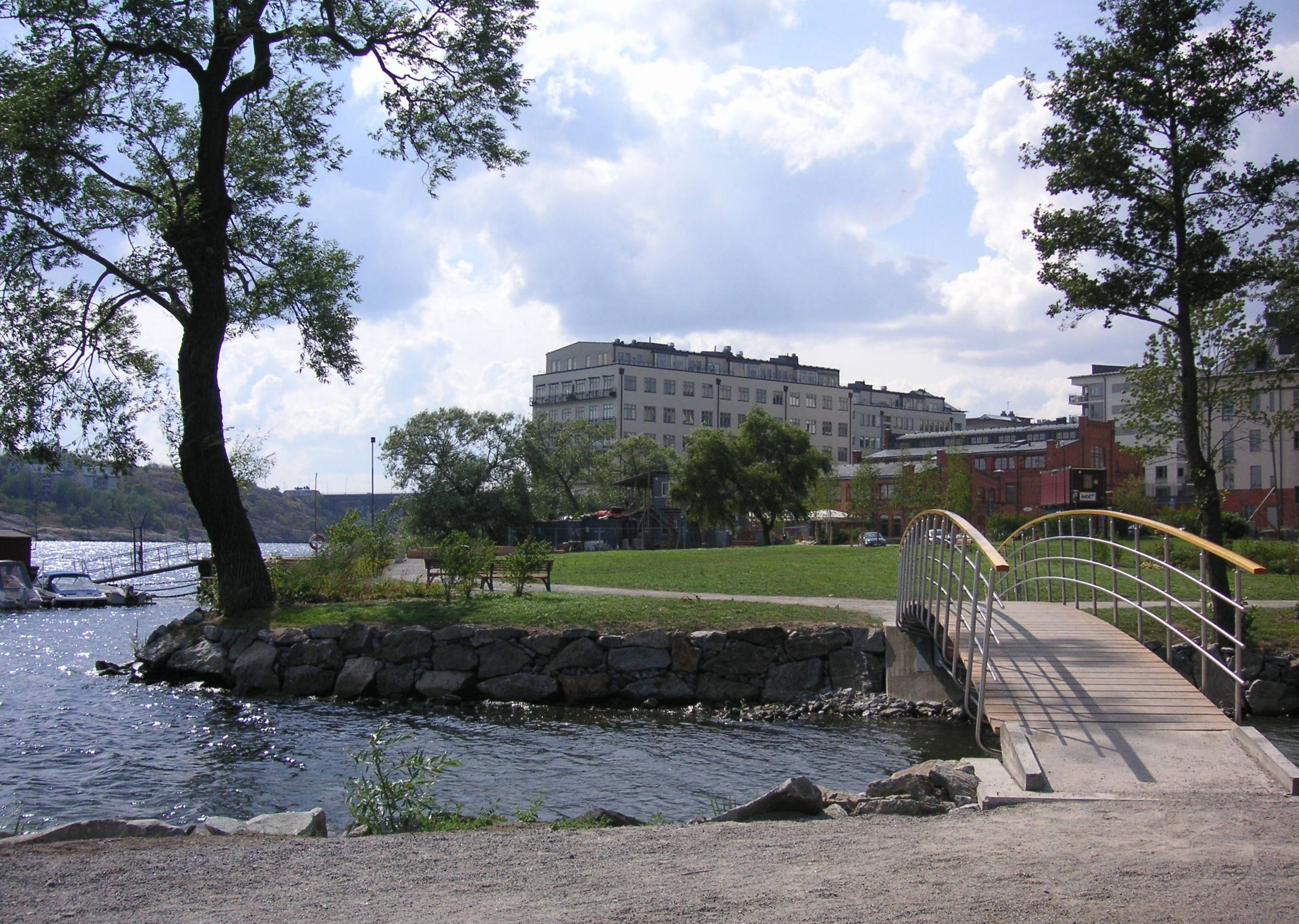
Luxparken renoverades och utökades 2004-2008
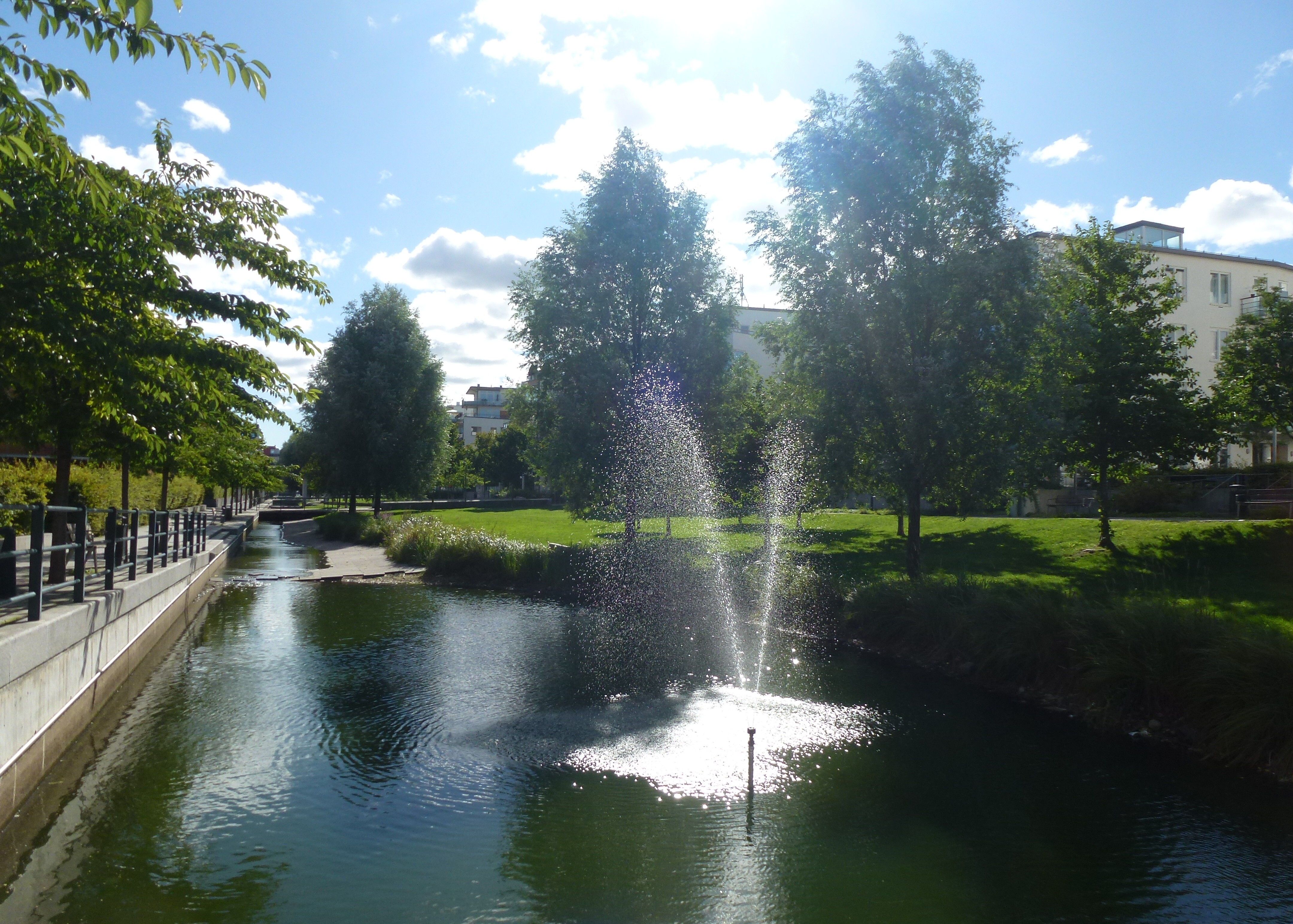
Sjöstadsparterren i Hammarby sjöstad fick Kasper Salin-priset år 2005
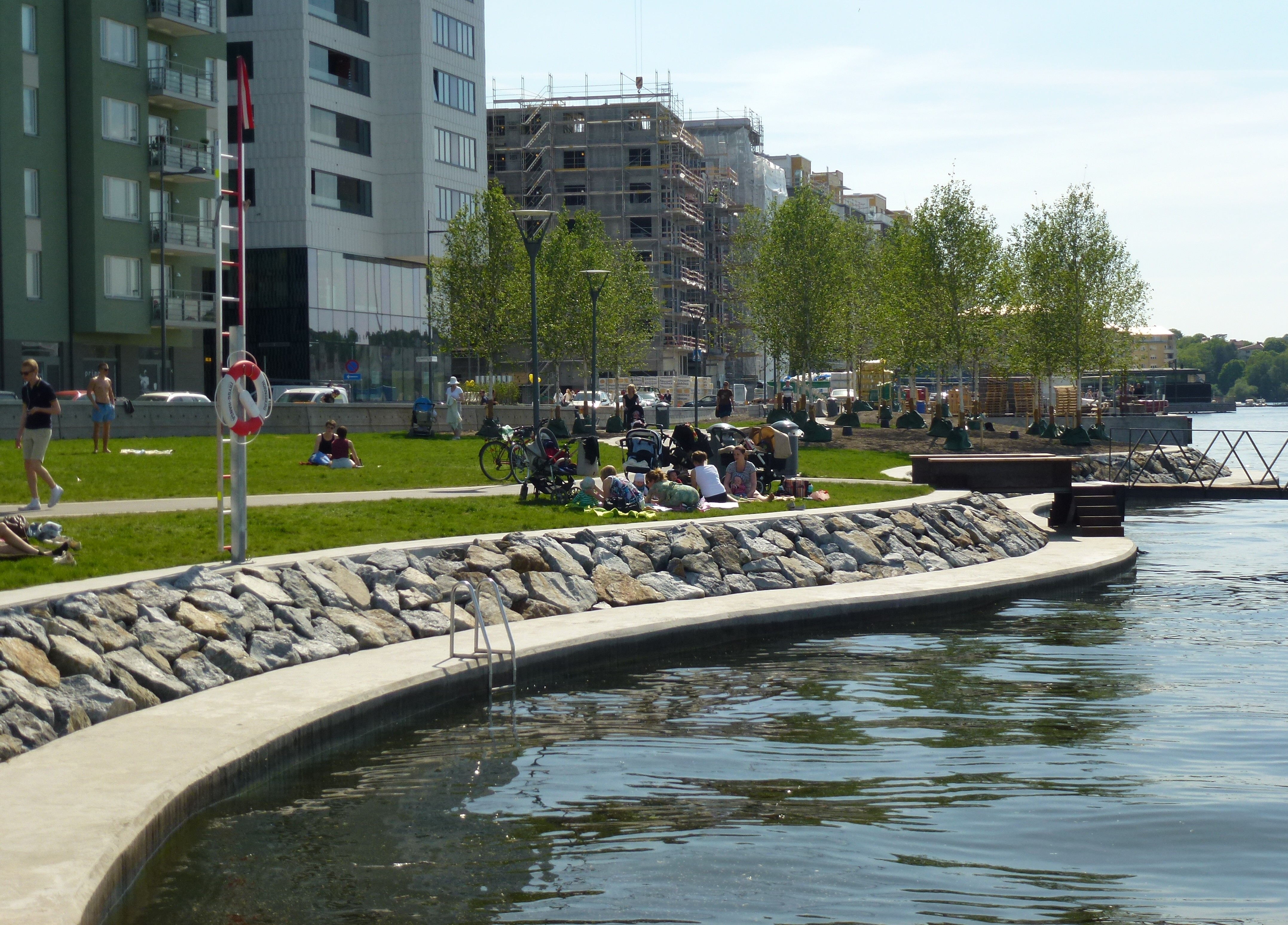
Hornsbergs strandpark invigdes i maj 2012

Till de nya bostadsområden som tillkom under 1980-, 1990- och 2000-talen nyskapades respektive utökades parker och lekplatser, som Heloisparken och Sjöstadsparterren i Hammarby sjöstad, Fatbursparken i Södra stationsområdet (1995) och Luxparken på Lilla Essingen (renovering 2004). I regel var det byggherrens arkitekt eller trädgårdsarkitekt som gestaltade den nya parken eller det nya grönområdet. Även Stockholms stad/Exploateringskontoret anordnar arkitekttävlingar för nya parker som för Kristinebergs strandpark på västra Kungsholmen. Kristinebergs strandpark började anläggas på hösten 2009 och blev en mångfunktionell stadsdelspark som sträcker sig från Ulvsundasjön till Drottningholmsvägen. Strax intill invigdes i maj 2012 Hornsbergs strandpark. Båda parker blir, helt i Holger Bloms anda, en plats för idrott, lek, solbad och fest och utgör den tätbebyggda nya stadsdelen Lindhagens rekreationsområde.

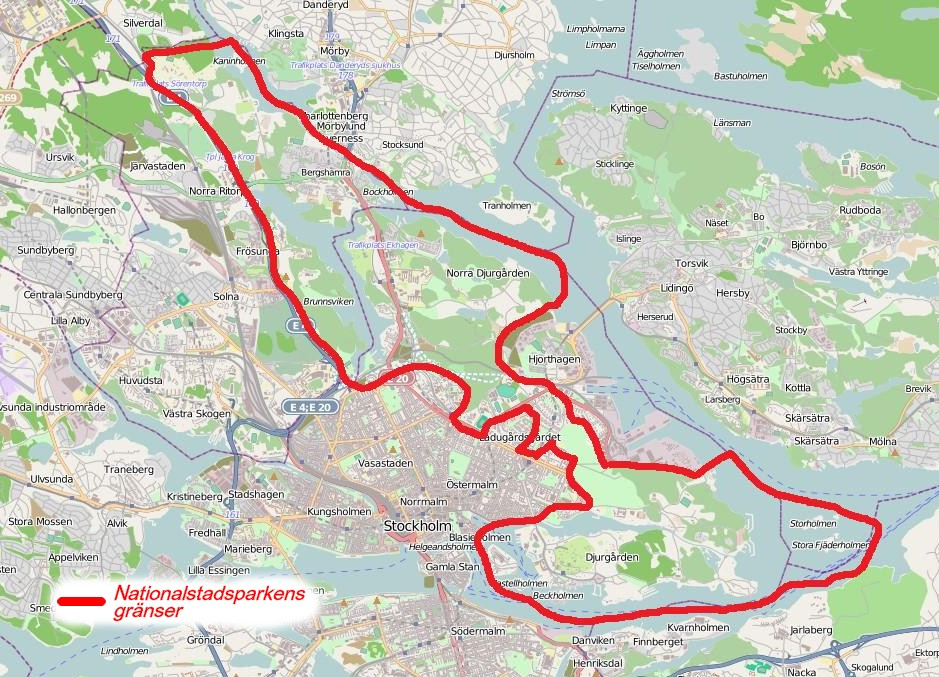
Kungliga nationalstadsparkens gränser.

År 1994 bildades den 27 kvadratkilometer stora Kungliga nationalstadsparken (tidigare namn Ekoparken). Den tillkom huvudsakligen genom kung Carl XVI Gustafs initiativ och blev världens första nationalstadspark. Parken omfattar delar av Stockholms, Lidingö och Solna kommuner. I Nationalstadsparken Stockholm-Solna ingår bland annat Kungliga Djurgården, Hagaparken, Ulriksdals slottspark, sjöarna Brunnsviken och Edsviken och längst i öster ögruppen Fjäderholmarna.
En större uppmärksammad upprustning och ombyggnad var Kungsträdgårdens omdaning 1997-1998 som genomfördes i samband med att Stockholm var Europas kulturhuvudstad. Då anlades en stor central damm, det planterades japanska körsbärsträd i dubbla alléer och samtliga lindar i dåligt skick byttes ut.
Sedan den 1 september 2009 heter Stockholms nya stadsträdgårdsmästare Pia Krensler. Hon är utbildad trädgårdsarkitekt och det är hon som ska ansvara för stadsmiljöutformningen på stadens gator och torg samt för planering, investering i och förvaltning av Stockholms större parker. Stadsträdgårdsmästaren kommer dock inte att ha den roll som Holger Blom hade på sin tid, utan kommer snarare att vara en samordnare och marknadsförare. Det innebär att den nya stadsträdgårdsmästaren inte blir förvaltningschef med eget budgetansvar utan får en mer begränsad roll.

## Kritik
Inte alla parkanläggningar blev lyckade. En av dem är Järnvägsparken som enligt stadsbyggnads- och fastighetsborgarrådet Kristina Alvendals uppfattning är en av de fulaste miljöer som finns i Stockholms innerstad. Den ursprungliga stora parken i romantisk stil söder om Stockholms centralstation anlades samtidigt med centralen på 1870-talet. I samband med tillkomsten av Centralbron och dess av- och påfarter på 1960-talet blev det en ogästvänlig, stenlagd plätt inklämd mellan centralstationen, Hotel Sheraton och Tegelbacken. I mars 2010 gav Alvendal uppdraget åt fastighetskontoret att hitta ett sätt att skapa en urban marknadsplats. Förebilden är London där bland annat Camden Market och Portobello Road finns.
Men det finns även kritik beträffande bristande underhåll i stadens parker, speciellt av plaskdammarna. En studie där 26 av stadens 55 plaskdammar undersöktes visade att flera var förorenade och det kan bidra till att barnen som leker där blir sjuka. Problemen rör bland annat dålig vattencirkulation i dammen och växtlighet kring dammen som riskerar att förorena vattnet. Det slarvas även med provtagningen av bakteriehalten i stadens dammar.

## Det speciella med Stockholms parkanläggningar

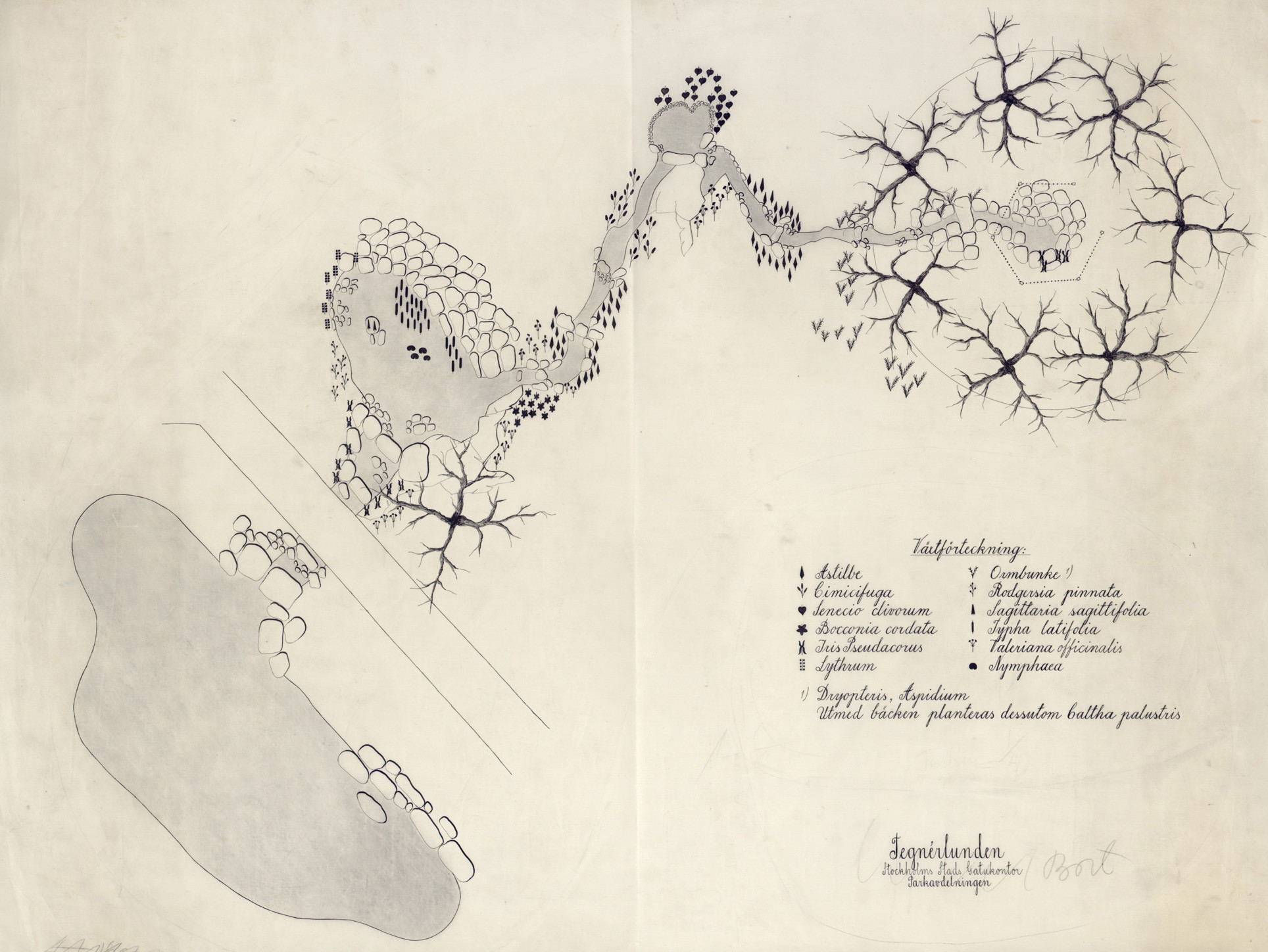
Ny bäckfåra och damm i Tegnérlunden med växtförteckning av Erik Glemme, 1942.

Det är huvudsakligen två egenskaper som gör många av Stockholms parkanläggningar unika i jämförelse med andra städers parker. Den första egenskapen beror på Stockholms speciella topografi, som ledde till att vid upprättandet av Lindhagenplanen på 1800-talets slut gjordes det till regel att - med några få undantag - låta alla stadens obebyggda bergshöjder reserveras för parkanläggningar och planteringar.  På det viset fick Stockholm en lång rad parker som bjuder på en grandios utsikt över staden. Stockholms moderna parkhistoria kan sägas började med Lindhagenplanen.
Den andra egenskapen härrör från Osvald Almqvists och Holger Bloms idéer på 1930-talet att ge parken ett nytt, funktionellt innehåll. I Holger Bloms klassiska parkprogram från 1946 sammanfattades den funktionalistiska synen på parkens uppgifter i Stockholms stadsbyggande, en stil som senare skulle kallas för Stockholmsstilen. Allmänheten skulle använda parkerna på ett aktivt sätt med lek, spel, samvaro, teater, picknick men även för demonstrationer. Parklek och Parkteatern var viktiga ingredienser.
Stockholmsstilen innebar även att det regionala mälarlandskapet togs som motiv och återskapades i parken, ibland inne i rena stadsmiljöer, som exempelvis i Erik Glemmes ombyggnadsförslag för Tegnérlunden från 1942. Stilen stod i kontrast till dittills rådande ideal med geometrisk regelbundenhet och välvalda proportioner som nu avlöstes av blommande ängar, björkdungar och vassbeväxta insjövikar eller en anlagd bäckfåra. Det var något nytt och stilbildande för andra städer.

## Översiktskarta

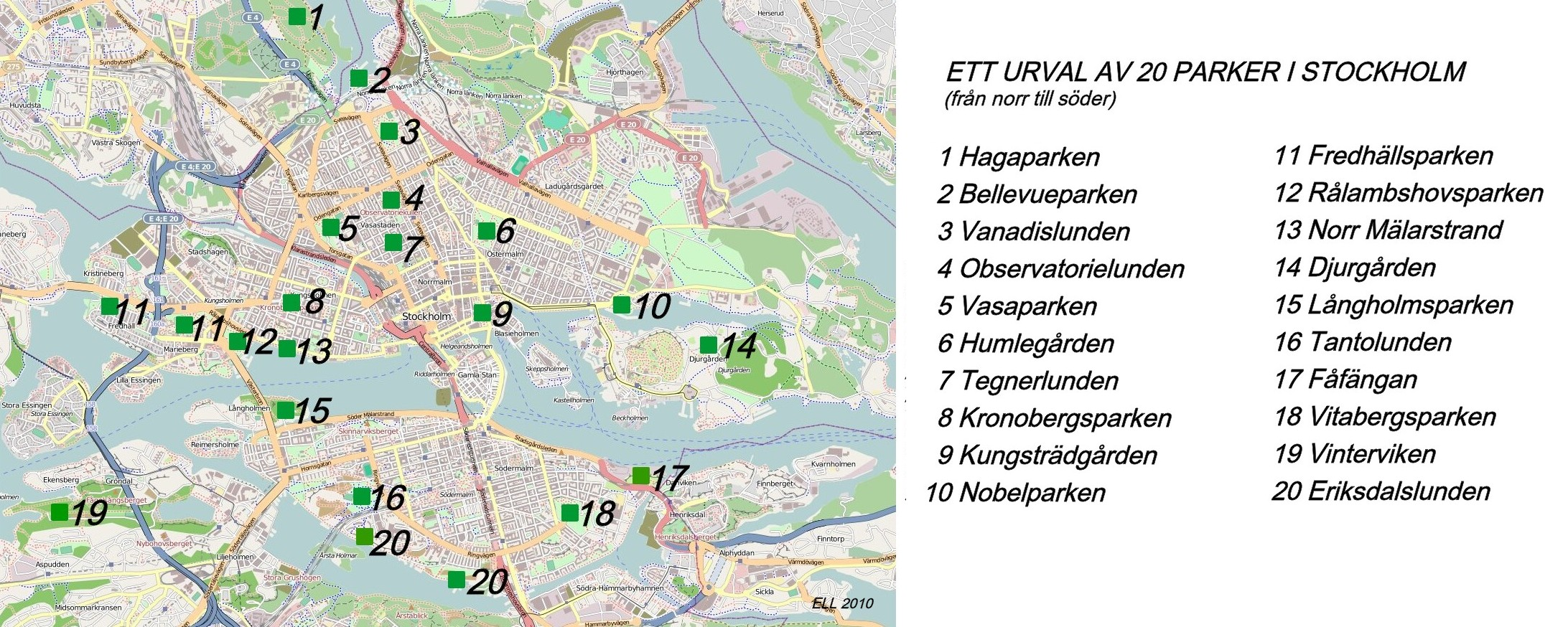
Siffrorna 11-11-12-13 anger parkstråket Fredhällsparken-Rålambshovsparken-Norr Mälarstrand och 20-20 anger parkstråket i Eriksdalslunden

### Noter

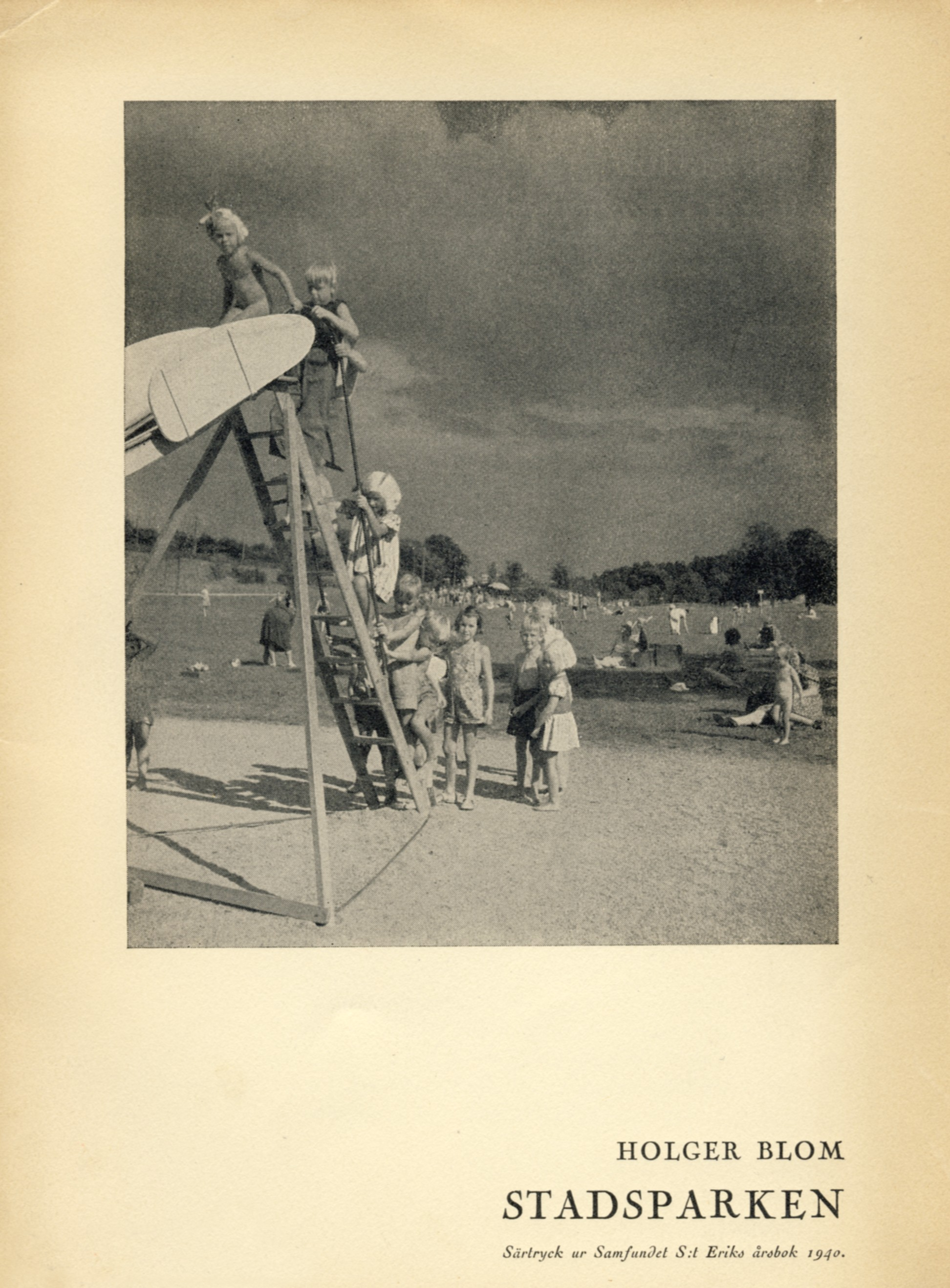
Holger Bloms skrift "Stadsparken", 1940.